# Storia della fantascienza

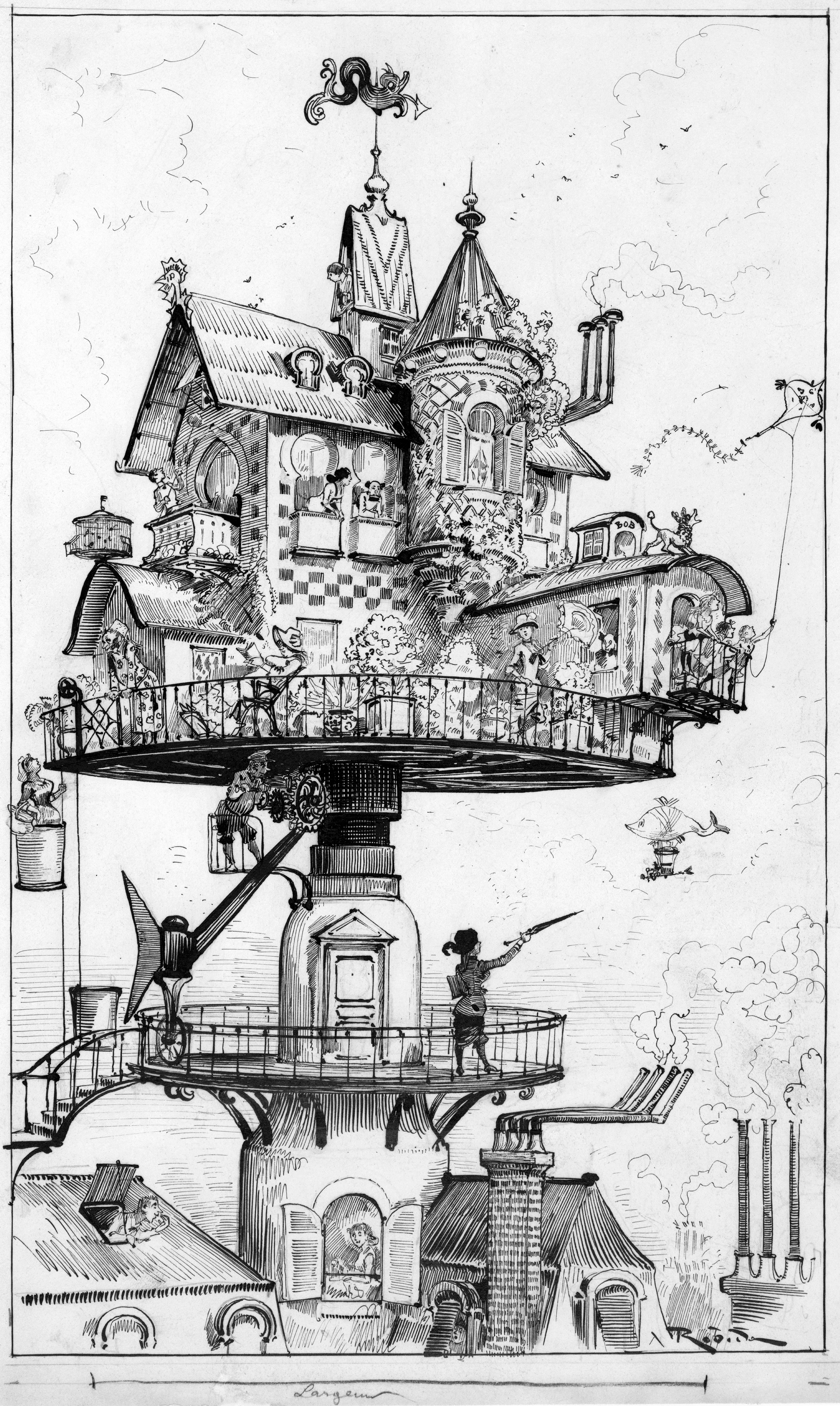
Maison tournante aérienne (casa aerea rotante). Illustrazione dello scrittore di fantascienza francese Albert Robida per il suo libro Le Vingtième Siècle, che immagina la vita un secolo dopo. Raffigura una abitazione che può ruotare su un perno con un dirigibile in lontananza. Inchiostro su disegno preparatorio in grafite, c. 1883, restaurato in digitale.

La fantascienza è un genere - dal punto di vista letterario, cinematografico e degli altri media - assai variegato. Poiché vi è scarso consenso nella sua definizione tra studiosi e appassionati, le sue origini sono una questione aperta, ma si collocano comunque nell'ambito della letteratura.
Essendo indissolubilmente legato al concetto di scienza, le premesse per la nascita del genere fantascientifico si formano a partire dal Cinquecento in poi con la rivoluzione scientifica, in particolare a seguito delle scoperte da Galileo e Newton in astronomia, fisica e matematica, e con l'Illuminismo. Asimov pone come premessa essenziale la rivoluzione industriale, ritenendo che la fantascienza abbisogni di un diffuso e consapevole sviluppo delle relazioni fra scienza e tecnica. Per tali ragioni, dovendo individuare una data di nascita della moderna fantascienza, essa viene per convenzione fissata all'aprile del 1926, quando uscì negli Stati Uniti la prima rivista specializzata in inglese, Amazing Stories diretta da Hugo Gernsback, che segna il momento in cui la fantascienza inizia a diventare un fenomeno di massa, tuttavia al genere possono essere ascritte numerose opere precedenti, dal romanzo gotico Frankenstein di Mary Shelley ai romanzi scientifici di Jules Verne e H. G. Wells, o addirittura opere molto più antiche, come La storia vera di Luciano. Alcuni studiosi mettono in evidenza quale testo originario della fantascienza l'Epopea di Gilgamesh, risalente al XXII-XXI secolo a.C., mentre altri identificano i primi elementi fantascientifici nella letteratura araba del tardo Medioevo.
La fantascienza come genere definito si è sviluppata esplodendo nella prima metà del Novecento, quando la profonda compenetrazione tra scienza e invenzione nella cultura occidentale aveva prodotto un interesse per la narrativa in grado di esplorare l'influenza della tecnologia sulle persone e sulla società. Pubblicata come genere popolare di intrattenimento nelle riviste pulp rivolte soprattutto ai giovani negli anni venti e trenta del XX secolo, quando inizia anche a contaminare fumetti e cinema, la fantascienza ha visto la sua "epoca d'oro" durante gli anni quaranta, rimanendo anche dopo un genere largamente legato come immagine ad un pubblico di adolescenti e alle copertine sgargianti dei pulp. Nel corso del tempo lo stile e i contenuti delle opere sono tuttavia maturati e i temi fantascientifici sono stati analizzati e innovati da autori importanti.
Il genere ricevette nuova linfa dalla letteratura modernista, poi negli anni sessanta e settanta dal movimento della New Wave britannica, che la portò ad affrontare con raffinatezza stilistica nuovi temi scottanti fino ad allora accantonati dalle riviste di fantascienza, quindi il genere fu rivoluzionato negli anni ottanta dal cyberpunk. Il cinema ha spesso sfruttato idee e temi della letteratura, senza rinunciare a rielaborarli in modo originale. La fantascienza è stata vista sempre più come un'area confinante con la letteratura postmoderna e, soprattutto a partire dagli anni novanta, si è mescolata in molte opere con altri generi del fantastico, confluendo nell'ambito più generale di quella è stata chiamata "narrativa speculativa" (speculative fiction). La fantascienza è mano a mano divenuta un genere considerato con rispetto, con una notevole influenza sui mass media, sulla cultura e sul pensiero nel mondo.

## Primordi della fantascienza

### Primi precursori

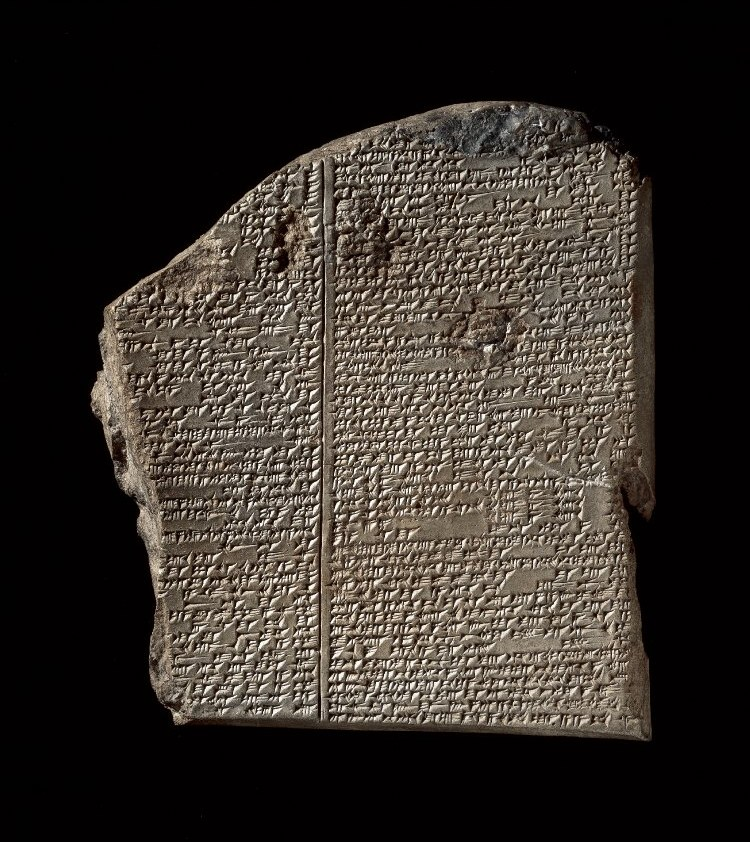
LEpopea di Gilgamesh

Vari storici hanno tentato di rivendicare un'origine antica per il genere fantascientifico. Si tratta di un'opinione minoritaria, mentre la maggioranza colloca queste opere nel migliore dei casi tra gli esempi di proto-fantascienza. Lester del Rey ha dichiarato che la prima opera di fantascienza è stata la prima opera che la storia della letteratura registri, l'Epopea di Gilgamesh (prime versioni del testo sumero: circa 2150-2000 a.C.). Gilgamesh mostra una scena del diluvio universale che in qualche modo ricorda le opere di fantascienza apocalittica, tuttavia si potrebbe etichettare più propriamente come letteratura fantastica, dato che in essa vi è poco di scienza o tecnologia. Tra le opere in greco con elementi che ricordano la fantascienza vi sono - prima della Storia vera di Luciano di Samosata del II secolo - Le nuvole e Gli uccelli di Aristofane (V secolo a.C.) e la descrizione che fa Platone di Atlantide nei suoi dialoghi Timeo e Crizia (IV secolo a.C.).
Primi elementi di fantascienza si ritrovano anche negli antichi poemi epici della mitologia induista come il Rāmāyaṇa, che aveva mitiche macchine volanti Vimana in grado di volare all'interno dell'atmosfera terrestre, di viaggiare nello spazio e di immergersi sott'acqua, insieme a un'arma che avrebbe potuto distruggere un'intera città. L'antica epopea mitologica indù, il Mahābhārata, cita la storia del re Revaita, che viaggia verso il cielo per incontrare il creatore Brahmā ed è scioccato nell'apprendere che sono passati molti secoli quando torna sulla Terra, anticipando il concetto di viaggio nel tempo. In alcuni brani del testo biblico dell'Apocalisse di Giovanni sembra di leggere letteralmente fantascienza e science fantasy: "[...] vidi che vi fu un violento terremoto. Il sole divenne nero come sacco di crine, la luna diventò tutta simile al sangue, le stelle del cielo si abbatterono sopra la terra, come quando un fico, sbattuto dalla bufera, lascia cadere i fichi immaturi. Il cielo si ritirò come un volume che si arrotola e tutti i monti e le isole furono smossi dal loro posto".

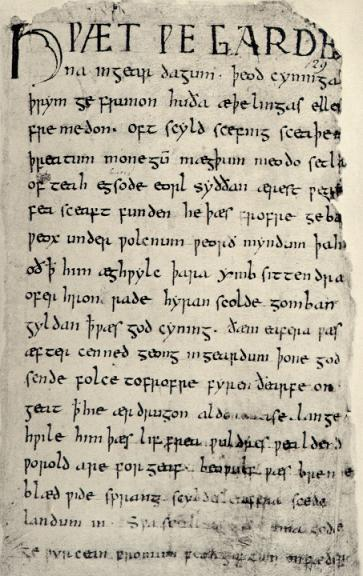
La prima pagina di Beowulf

In varie opere di letteratura fantastica, dalle Metamorfosi di Ovidio, che narra di Dedalo e Icaro, a Beowulf, da La canzone dei Nibelunghi alla Divina Commedia di Dante Alighieri e a La tempesta di Shakespeare, sono stati riconosciuti degli elementi fantascientifici; La tempesta di Shakespeare contiene un prototipo rinascimentale di scienziato pazzo (come la leggenda di Faust) ed è stata adattata per il film di fantascienza Il pianeta proibito. Nella Divina Commedia, Dante viaggia su altri pianeti e stelle, che compongono il firmamento e sono abitati: ad esempio nel cielo di Marte egli incontra le anime dei martiri e degli eroi.
L. Sprague de Camp e una serie di altri autori citano La storia vera di Luciano, una satira del II secolo incentrata su un viaggio interplanetario, come uno dei primi esempi di fantascienza o protofantascienza, se non il primo. La posizione del critico inglese Kingsley Amis appare ambivalente: benché egli abbia scritto che "È a stento fantascienza, dal momento che accumula stravaganze su stravaganze per l'effetto comico", ha implicitamente riconosciuto il suo carattere fantascientifico, confrontando la sua trama con le prime space opera del XX secolo: "Voglio semplicemente sottolineare che la vivacità e la raffinatezza de La storia vera la fanno leggere come uno scherzo a spese di quasi tutta la prima fantascienza moderna, quella scritta, diciamo, tra il 1910 e il 1940." Tra i tipici temi e topoi della fantascienza nella Storia vera si annoverano il viaggio nello spazio, l'incontro con forme di vita aliene, tra cui un'esperienza di primo contatto, la guerra e l'imperialismo interplanetari, la colonizzazione dei pianeti, il motivo del gigantismo, creature come prodotti dalla tecnologia umana (il tema del robot), mondi che operano grazie a una serie di leggi fisiche alternative e un esplicito desiderio del protagonista per l'esplorazione e l'avventura.

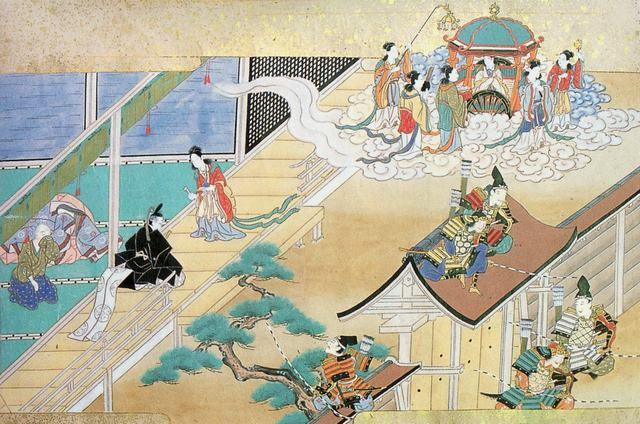
Kaguya-hime che torna sulla Luna nel Taketori monogatari ("Storia di un tagliabambù")

Il primo racconto giapponese di Urashima Tarō riguarda il viaggiare avanti nel tempo fino a un futuro lontano ed è stata descritta la prima volta nel Nihongi (720). Tratta di un giovane pescatore di nome Urashima Tarō che visita un palazzo sottomarino e vi rimane per tre giorni. Tornato al suo villaggio, si ritrova 300 anni nel futuro, dove è stato dimenticato, la sua casa è in rovina e la sua famiglia morta da tempo. La narrazione giapponese del X secolo Taketori monogatari ("storia di un tagliabambù") può a sua volta essere considerata proto-fantascienza. La protagonista della storia, Kaguya-hime, è una principessa dalla Luna che viene mandata sulla Terra per sicurezza durante una guerra celeste, venendo trovata e allevata da un tagliatore di bambù in Giappone. È poi riportata sulla Luna con la sua vera famiglia extraterrestre. Un'illustrazione del manoscritto raffigura una macchina volante circolare simile a un disco volante.

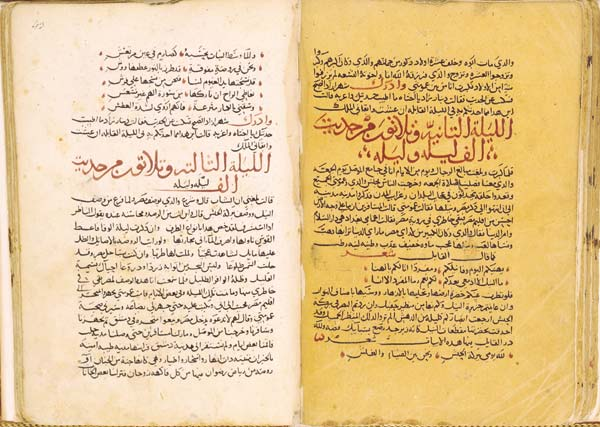
Manoscritto arabo de Le mille e una notte

Diverse storie all'interno de Le mille e una notte mostrano anche degli elementi fantascientifici; un esempio è Le avventure di Bulukiya, dove il protagonista Bulukiya, alla ricerca dell'erba dell'immortalità, esplora i mari, viaggia fino al Giardino dell'Eden e Jahannam, attraversando il cosmo fino a mondi diversi molto più grandi del suo, anticipando elementi di fantascienza galattica; lungo la strada, incontra società di jinn, sirene, serpenti parlanti, alberi parlanti e altre forme di vita. In Abdallah di terra e di mare, il protagonista acquisisce la capacità di respirare sott'acqua e scopre una società sottomarina che è ritratta come un riflesso rovesciato della società a terra, nel senso che la società subacquea segue una forma di proto-comunismo in cui concetti come denaro e vestiti non esistono. Altri racconti delle Mille e una notte parlano di antiche tecnologie perdute, antiche civiltà avanzate deviate dal loro corso e le catastrofi che le sopraffecero.
La città di rame mostra un gruppo di viaggiatori in una spedizione archeologica attraverso il Sahara per trovare un'antica città perduta e tentare di recuperare un recipiente d'ottone che Salomone una volta aveva utilizzato per imprigionare un jinn, e, lungo la strada, incontra una regina mummificata, abitanti pietrificati, robot umanoidi e automi che sembrano vivi, seducenti marionette che danzano senza fili e un cavaliere robotico di ottone che dirige la congrega verso l'antica città. Ne Il cavallo di ebano è presente un robot sotto forma di un cavallo volante meccanico controllato utilizzando dei tasti, in grado di volare nello spazio esterno e verso il Sole, mentre la Storia del terzo derviscio qalandar mostra anche un robot dalle sembianze di un inquietante barcaiolo. La città di rame e Il cavallo di ebano possono essere considerati i primi esempi di proto-fantascienza. Tra gli altri esempi della prima proto-fantascienza araba vi sono il trattato Opinioni degli abitanti della città virtuosa di al-Fārābī su una società utopica, il racconto futuristico Awaj bin Anfaq di al-Qazwīnī su un uomo che giunse sulla Terra da un pianeta remoto e alcuni elementi da Mille e una notte come il tappeto volante.
Secondo Roubi, i due capitol finali del romanzo teologico arabo Fādil ibn Nātiq (c. 1270), conosciuto in Occidente come il Theologus autodidactus, dell'eclettico scrittore arabo Ibn al-Nafīs (1213-1288) possono essere descritti come fantascienza. Il romanzo teologico si occupa di vari elementi utilizzati anche dalla fantascienza come generazione spontanea, futurologia, temi apocalittici, escatologia, risurrezione e dell'aldilà, ma piuttosto che dare spiegazioni soprannaturali o mitologiche a questi elementi Ibn al-Nafis ha tentato di spiegarli utilizzando le proprie vaste conoscenze scientifiche in anatomia, biologia, fisiologia, astronomia, cosmologia e geologia. Per esempio, è stato attraverso questo romanzo che Ibn al-Nafis introduce la sua teoria scientifica metabolismo, e fa riferimento alla propria scoperta scientifica della circolazione polmonare per spiegare la risurrezione del corpo.

### Proto-fantascienza europea

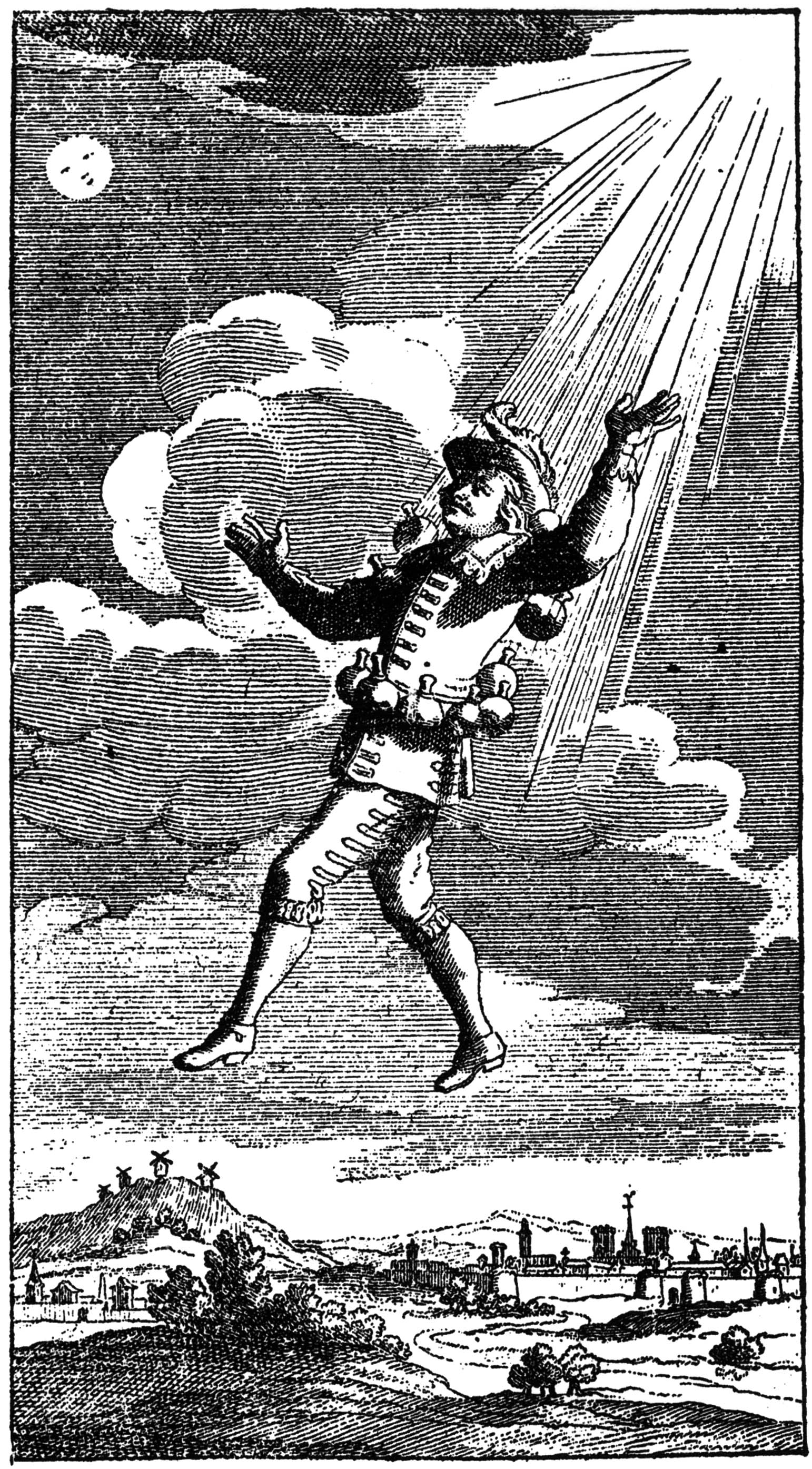
L'histoire comique contenant les états et empires de la lune di Savinien Cyrano de Bergerac

Dal XVI secolo in Europa emersero opere letterarie che ricordano la fantascienza moderna. Le scoperte nelle scienze e l'alba dell'Illuminismo ispirarono la letteratura, informata di questi progressi. Uno dei primi esempi è la società superiore immaginata ne L'Utopia di Tommaso Moro del 1516; il nome del mondo perfetto di Moro sarebbe stato preso a prestito da numerosi scrittori di fantascienza e lo stesso tema dell'utopia è un motivo comune nella fantascienza. È da notare che sia Moro sia Francesco Bacone, influente umanista e filosofo della scienza, scrissero opere di proto-fantascienza. La fantasia di Bacone La nuova Atlantide venne pubblicata nel 1627.
L'Età della Ragione seguì gli sviluppi scientifici che diedero idee agli scrittori speculativi per le loro storie; tra i viaggi immaginari sulla Luna nel XVII secolo è possibile citare anzitutto il Somnium di Keplero (1634), quindi The Man in the Moone di Francis Godwin del 1638 - probabilmente la prima opera di fantascienza in inglese - e L'altro mondo o Gli stati e gli imperi della luna di Cyrano de Bergerac (1656).
Bernard le Bovier de Fontenelle nel suo capolavoro Conversazioni sulla pluralità dei mondi (Entretiens sur la pluralité des mondes, 1686), espone l'idea che i pianeti del sistema solare siano abitati e descrive civiltà su Mercurio, Venere e Saturno; è stato citato come primo romanzo di fantascienza ben costruito sui mondi extraterrestri e rimase l'opera più popolare del genere fino alla fine del XVIII secolo.
Il viaggio nello spazio a sua volta ha un ruolo importante nel Micromega di Voltaire (1752), rilevante anche per l'idea che i popoli di altri mondi potrebbero essere in qualche modo più avanzati rispetto a quelli della Terra.
Tra le prime opere occidentali con rilevanti elementi fantascientifici vi sono inoltre il mondo alternativo scoperto nell'Artico da un giovane nobiluomo nel romanzo di Margaret Cavendish del 1666 The Description of a New World, Called the Blazing-World, la descrizioni di vita nel futuro come ne L'anno 2440 di Louis-Sébastien Mercier (1772), la descrizione di culture aliene ne I viaggi di Gulliver di Jonathan Swift (1726) e ne Il viaggio sotterraneo di Niels Klim di Ludvig Holberg (1741), tra i primi esempi del filone della "Terra cava". Nel 1733 Samuel Madden scrisse Memorie del Novecento (Memoirs of the Twentieth Century), in cui al narratore nel 1728 viene consegnata una serie di documenti di stato datati 1997-1998 dal suo angelo custode, un espediente narrativo che ricorda i successivi romanzi con viaggi nel tempo, sebbene la storia non spieghi come l'angelo avesse ottenuto tali documenti. Degni di nota sono a loro volta Voyages et aventures de Jacques Massé (1710) di Simon Tyssot de Patot, che esibisce un mondo perduto, La vie, les aventures et le voyage de Groenland du Révérend Père Cordelier Pierre de Mésange (1720) sempre di Tyssot e La découverte australe par un homme volant, ou Le dédale français (1781) di Restif de la Bretonne che descrive invenzioni profetiche.

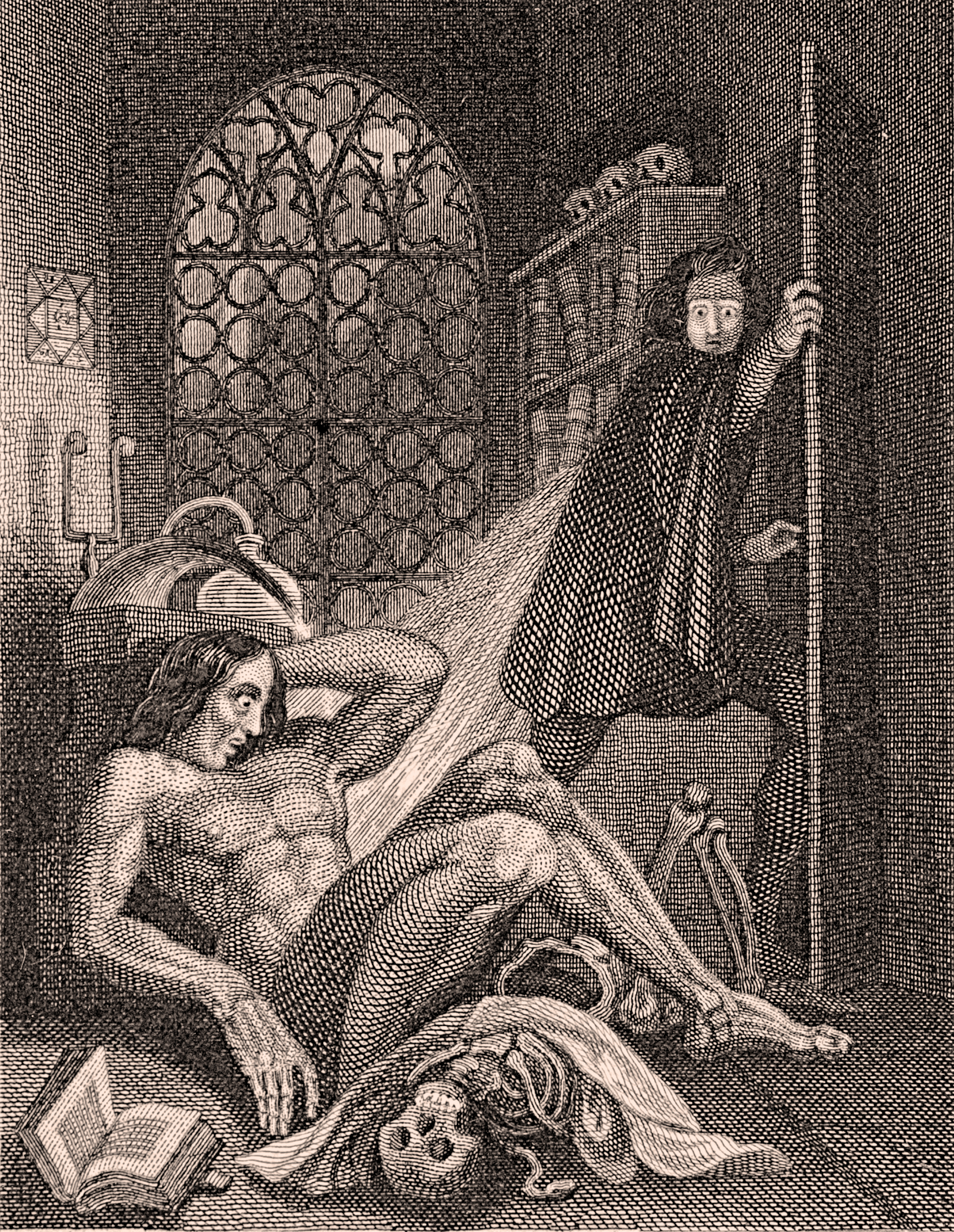
Frontespizio per una edizione di Frankenstein del 1831

Tra tutti il più degno di nota è Frankenstein di Mary Shelley pubblicato la prima volta nel 1818. Nel suo libro Un miliardo di anni, Brian Aldiss sostiene che Frankenstein rappresenta "la prima opera fondamentale a cui può essere logicamente attaccata l'etichetta "fantascienza"; questa è inoltre la prima opera rappresentante la tematica dello "scienziato pazzo". Benché sia normalmente associato genere dell'orrore gotico, il romanzo introduce temi fantascientifici quali l'uso della tecnologia per ottenere conquiste al di là della portata della scienza del tempo e l'"alieno" come antagonista, fornendo una visione della condizione umana da una prospettiva esterna; Aldiss sostiene che la fantascienza in generale deriva le sue convenzioni dal romanzo gotico. Il racconto di Mary Shelley Roger Dodsworth: The Reanimated Englishman (1826) vede un uomo congelato nel ghiaccio rivivere nell'epoca moderna, incorporando il tema ormai comune nella fantascienza della crionica e al contempo esemplificando l'uso della scienza della Shelley come idea guida per le sue storie. Un altro romanzo futuristico della Shelley, L'ultimo uomo (The Last Man), è una storia apocalittica spesso citata come il primo vero romanzo di fantascienza.
Numerosi scrittori del XIX secolo pubblicarono occasionalmente una storia immaginativa, come ad esempio Canto di Natale (1843) di Charles Dickens che introdusse al grande pubblico il viaggio nel tempo, tema presentato già qualche anno prima, nel 1836, da Aleksandr Fomič Vel'tman in Predki Kalimerosa: Aleksandr Filippovič Makedonskij, definito il primo romanzo russo di fantascienza originale, in cui il narratore cavalca fino all'antica Grecia su un ippogrifo, incontra Aristotele e prosegue viaggiando con Alessandro Magno prima di tornare alla propria epoca.
È notevole la storia scritta nel 1813 dall'olandese Willem Bilderdijk: nel suo romanzo Kort verhaal van eene aanmerkelijke luchtreis, en nieuwe planeetontdekking ("Breve storia di un notevole viaggio aereo, e della scoperta di un nuovo pianeta"), Bilderdijk racconta di un europeo in qualche modo bloccato in un paese arabo dove si vanta di essere in grado di costruire una mongolfiera capace di sollevare le persone e farle volare in aria; i gas utilizzati risultano essere molto più potenti del previsto e dopo un po' atterra su un pianeta posizionato tra la Terra e la Luna. Lo scrittore usa la storia per dipingere una panoramica delle conoscenze scientifiche relative alla Luna in tutti gli aspetti che il viaggiatore in quel luogo avrebbe potuto incontrare. Nel racconto di Edgar Allan Poe L'incomparabile avventura di un certo Hans Pfaall pubblicato una ventina d'anni dopo si possono trovare non poche similitudini. A sua volta Poe fu letto da un giovane Jules Verne.

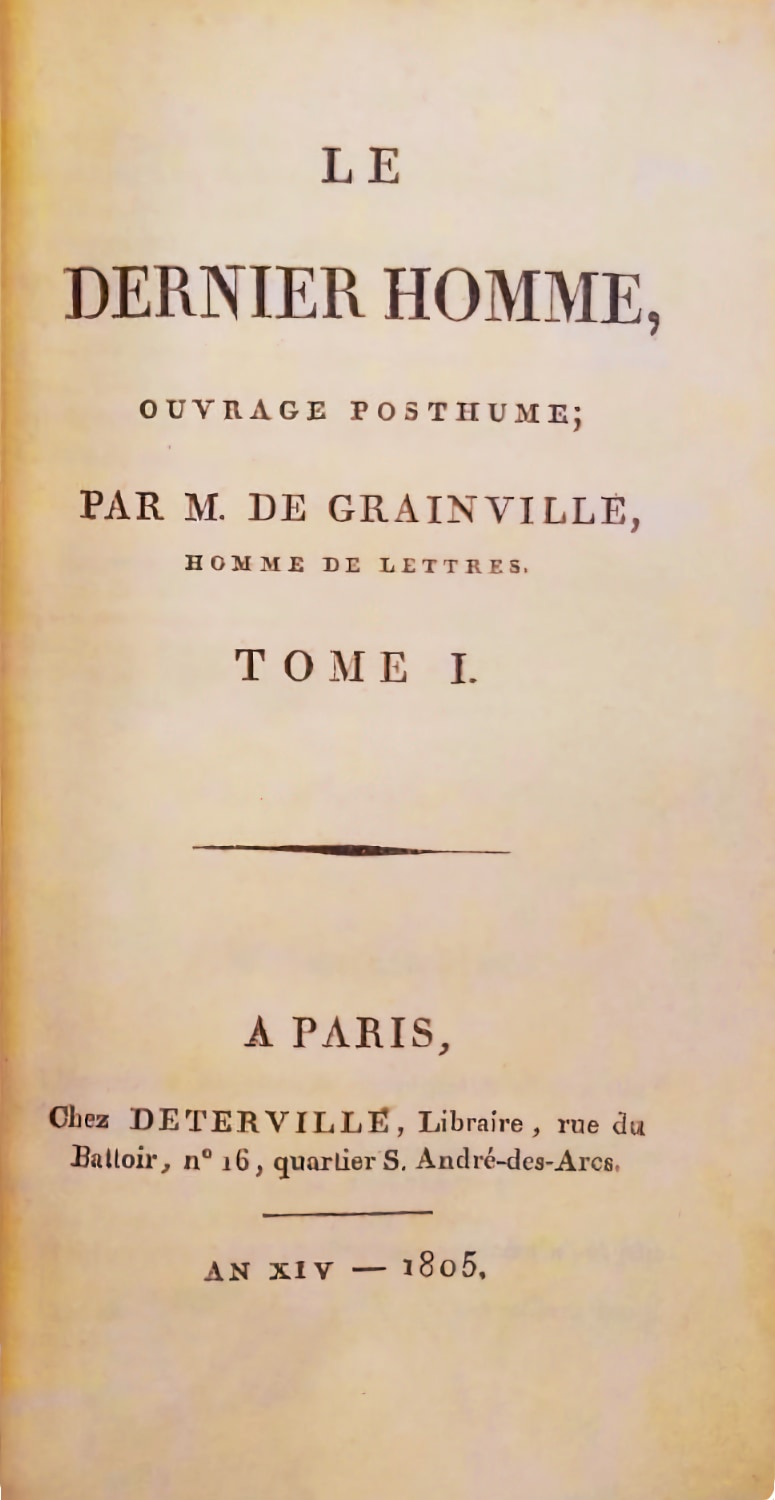
Frontespizio di Le dernier homme (1805) di Grainville

In qualche modo influenzato dalle teorie scientifiche del XIX secolo, ma certamente dall'idea del progresso umano, Victor Hugo scrisse ne La leggenda dei secoli (La Légende des siècles, 1859) un lungo poema in due parti che può essere visto come una narrazione distopica/utopica, chiamato XX secolo.
Tra gli altri importanti autori e opere che precorrono la fantascienza a partire dal primo Ottocento vi sono: Le dernier homme (1805), opera postuma di Jean-Baptiste Cousin de Grainville, Le roman de l'avenir (1834) dello storico Félix Bodin e Le Monde tel qu'il sera (1846) di Émile Souvestre, due romanzi che cercano di prevedere come sarà il secolo successivo; The Mummy!: A Tale of the Twenty-Second Century (1836) di Jane C. Loudon, in cui Cheope ritorna in vita grazie a mezzi scientifici avanzati; Napoleone apocrifo (Napoleon et la conquête du monde, 1836) di Louis Geoffroy, una ucronia in cui si immagina che Napoleone abbia vinto la campagna di Russia fondando un impero universale popolato di invenzioni fantascientifiche; Star ou Psi de Cassiopée (1854) di C.I. Defontenay, una cronaca alla Olaf Stapledon di un mondo alieno; Storia filosofica dei secoli futuri di Ippolito Nievo del 1860, una cronaca fantapolitica che va dall'anno 1860 al 2222 e in cui è prevista tra l'altro la creazione di uomini artificiali; La pluralità dei mondi abitati (La pluralité des mondes habités, 1862) dell'astronomo Camille Flammarion, con speculazioni sulla vita extraterrestre (in relazione al tema filosofico della pluralità dei mondi); per arrivare a La razza dell'avvenire (The Coming Race, conosciuto anche come La razza futura, La razza ventura o La razza che verrà) di sir Edward Bulwer-Lytton del 1871, un romanzo dove il protagonista scopre una civiltà sotterranea altamente evoluta, che ebbe notevole influenza sulle successive opere sul tema della "razza perduta".
Il critico Darko Suvin colloca la nascita della fantascienza britannica proprio nel 1871, precisamente al 1º maggio di quell'anno, una data cruciale per tre libri importanti: in quello stesso giorno furono pubblicati La razza dell'avvenire di Bulwer-Lytton e La battaglia di Dorking (The Battle of Dorking) di George Tomkyns Chesney, la storia di un'invasione che pone fine all'Impero britannico, e Samuel Butler consegnò al suo editore il manoscritto di quello che sarebbe diventato Erewhon (pubblicato l'anno successivo), dove espone il concetto che le macchine potrebbero un giorno diventare senzienti e soppiantare la razza umana. L'influenza di questi tre romanzi - senza trascurare le traduzioni dei romanzi di Verne - sarebbe stata decisiva negli anni successivi per lo sviluppo della fantascienza inglese.

### Verne e Wells
La fantascienza riconosciuta come tale vide la luce in Europa verso la fine dell'Ottocento con i romanzi scientifici del francese Jules Verne e i romanzi di critica sociale ad orientamento scientifico del britannico H. G. Wells, due autori che sono oggi considerati i padri del genere fantascientifico.
Le storie avventurose di Verne, in particolare Viaggio al centro della Terra (1864), Dalla Terra alla Luna (1865) e Ventimila leghe sotto i mari (1869), mescolano un'audace avventura romantica con una tecnologia molto aggiornata o futuribile, cioè estrapolata nel futuro secondo logica. Questi testi ebbero un enorme successo commerciale, dando così la possibilità agli scrittori di acquisire popolarità e successo con questi contenuti stravaganti. L. Sprague de Camp ha definito Verne "il primo romanziere a tempo pieno di fantascienza del mondo". Malgrado la loro popolarità, le opere di Verne sono state considerate per lungo tempo semplice letteratura per ragazzi: dovettero trascorrere molti anni dalla morte dello scrittore prima che la critica nazionale lo ammettesse a pieno titolo tra i grandi della letteratura francese ed è stato soprattutto a partire dagli anni ottanta del Novecento che la critica anglosassone lo ha ampiamente studiato, ritradotto e riconosciuto come uno dei padri della fantascienza.
Le storie di H. G. Wells, nato sessant'anni dopo Verne, utilizzavano invece meccanismi fantascientifici per esporre punti di vista didattici sulla società. Mentre Verne rimaneva vicino alla tecnologia del suo tempo, Wells si sentì libero di inventare qualsiasi elemento straordinario gli potesse servire per le proprie storie: invisibilità, antigravità, piante mangiauomini, invasori da Marte. Ne La macchina del tempo (1895), ad esempio, i dettagli tecnici della macchina sono rapidamente sorvolati in modo che il viaggiatore nel tempo possa raccontare una storia che critica la stratificazione della società britannica. La storia utilizza anche l'evoluzione darwiniana e mostra una consapevolezza critica del marxismo. Ne La guerra dei mondi (1898), la tecnologia dei marziani non viene spiegata come sarebbe avvenuto in un romanzo di Verne e la storia si risolve grazie a un deus ex machina.

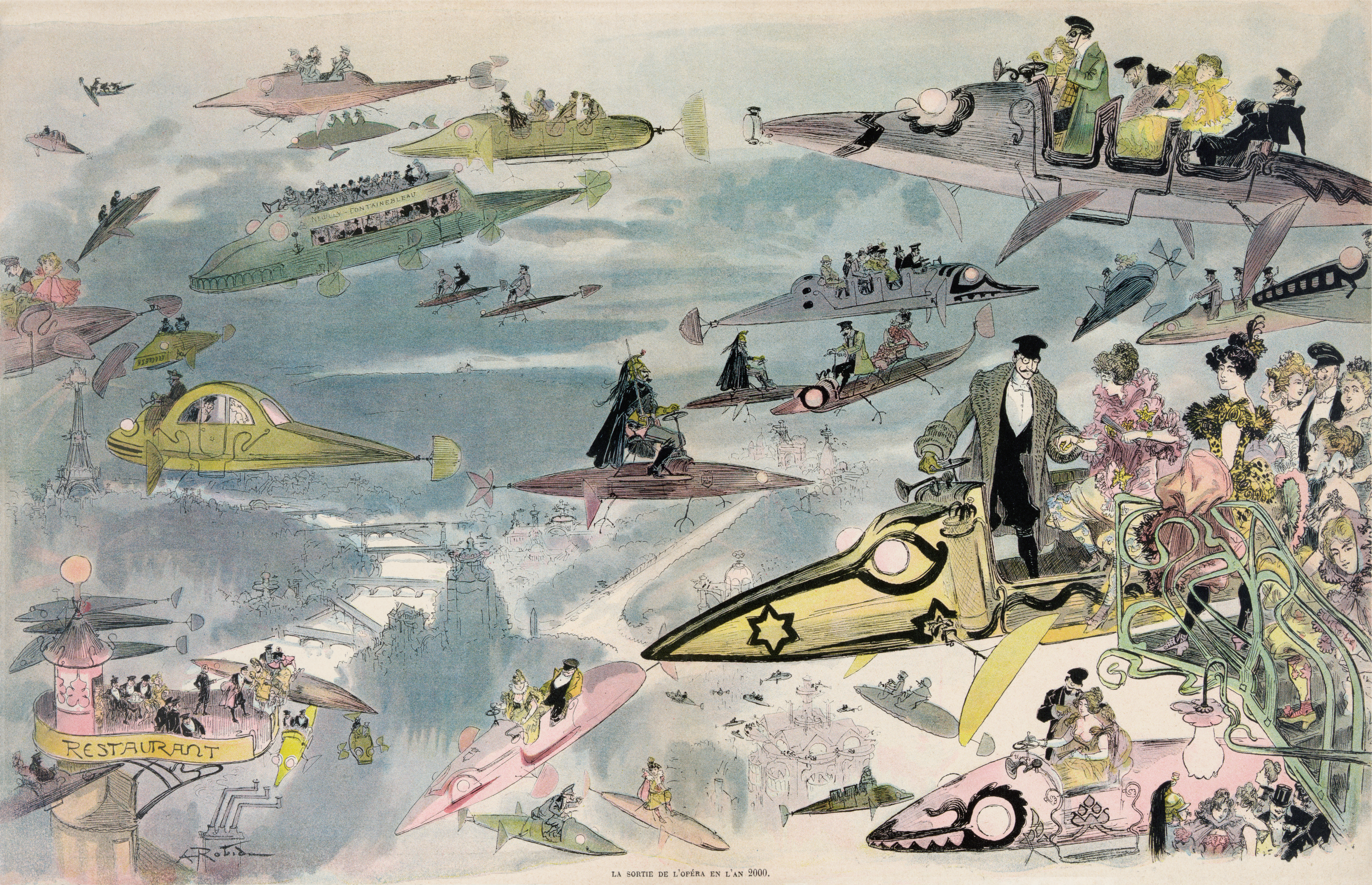
La sortie de l'opéra en l'an 2000 (L'uscita dall'Opera nell'anno 2000), litografia colorata a mano di Albert Robida (1882 circa)

Le differenze tra Verne e Wells evidenziano una tensione che sarebbe esistita nella fantascienza per tutta la sua storia, la questione se presentare una tecnologia realistica o concentrarsi su personaggi e idee, così come la questione se raccontare una storia emozionante o esporre un punto di vista didattico. Wells e Verne avevano entrambi un pubblico internazionale e influenzarono notevolmente gli scrittori statunitensi. Gli scrittori europei trovarono ben presto un bacino più ampio di lettori sul mercato americano, iniziando a scrivere in uno stile americanizzato.
Wells e Verne non erano privi di rivali nella prima fantascienza: per tutta la fine dell'Ottocento apparvero nei giornali racconti e novelle con temi di immaginazione fantastica e molte di queste impiegavano idee scientifiche come trampolino di lancio per l'immaginazione.
Sebbene sia più noto per Sherlock Holmes, sir Arthur Conan Doyle scrisse anche romanzi della prima fantascienza, in particolare con il personaggio del Professor Challenger (tra il 1912 e il 1929), così come Rudyard Kipling e gli scrittori della "fantascienza bengalese" come Roy Rodgers e Begum Roquia Sakhawat Hussain, autrice di un'opera capostipite della fantascienza femminista, il racconto Il sogno di Sultana (Sultana's Dream, 1905), assieme al romanzo Terradilei (Herland) del 1915 di Charlotte Perkins Gilman.

### Proto-fantascienza americana
Negli ultimi decenni del XIX secolo in America comparvero numerose opere fantascientifiche per adulti e bambini, sebbene la definizione di "fantascienza" non fosse stata ancora coniata.

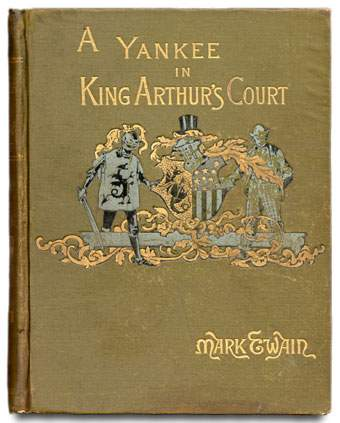
Copertina di Un americano alla corte di re Artù (1889) di Mark Twain

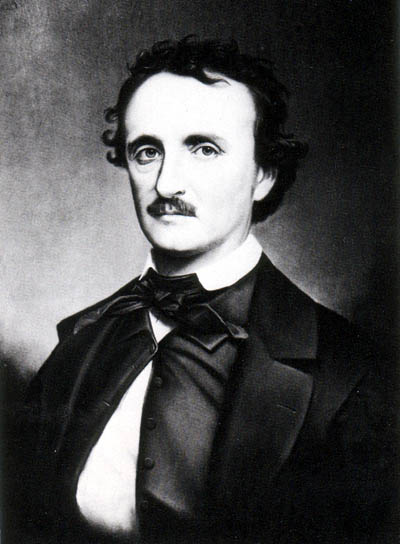
Edgar Allan Poe (1809-1849)

Già nella prima metà dell'Ottocento ci sono elementi fantascientifici nelle storie di Nathaniel Hawthorne e Fitz-James O'Brien. Edgar Allan Poe è spesso menzionato, assieme a Verne e Wells, tra i fondatori della fantascienza. Tra gli scrittori del suo tempo, Poe fu particolarmente attivo nel campo dell'immaginazione: accanto alle storie dell'orrore e ai gialli, scrisse di viaggi meravigliosi, voli aerei, viaggi sulla Luna, mummie redivive, alchimia e molti altri temi. Un certo numero di suoi racconti e il romanzo Storia di Arthur Gordon Pym (Narrative of Arthur Gordon Pym of Nantucket, 1837-1838) sono fantascientifici. Nel 1835 pubblicò il breve racconto L'incomparabile avventura di un certo Hans Pfaall in cui descrive un volo verso la Luna in pallone, con un resoconto del lancio, della costruzione della cabina, con descrizioni degli strati geologici e molti altri aspetti scientifici.
Un romanzo satirico del 1827 di George Tucker, A Voyage to the Moon, è a volte citato come il primo romanzo di fantascienza americano, benché in realtà preceduto da opere come The Conquest by the Moon del 1809 di Washington Irving, che narra di una invasione di lunari intesa come allegoria del trattamento subito dai nativi americani da parte dei coloni europei.
Edward Everett Hale scrisse nel 1869 La luna di mattoni (The Brick Moon), un romanzo d'ispirazione verniana importante in quanto in esso per la prima volta viene descritto un satellite artificiale. Una delle opere più riuscite ai primordi della fantascienza americana è stato il secondo romanzo più venduto negli Stati Uniti di tutto il XIX secolo: Guardando indietro, 2000-1887 (Looking Backward, 1888) di Edward Bellamy, la cui influenza si estende ben oltre il campo della letteratura. Guardando indietro estrapola una società futura basandosi sull'osservazione della società attuale.
Nel 1894 Will N. Harben pubblicò Land of the Changing Sun, una fantasia distopica ambientata al centro della Terra. Nel racconto di Harben, il nucleo terrestre è popolato da una civiltà scientificamente avanzata, che vive sotto i raggi di un sole meccanico.

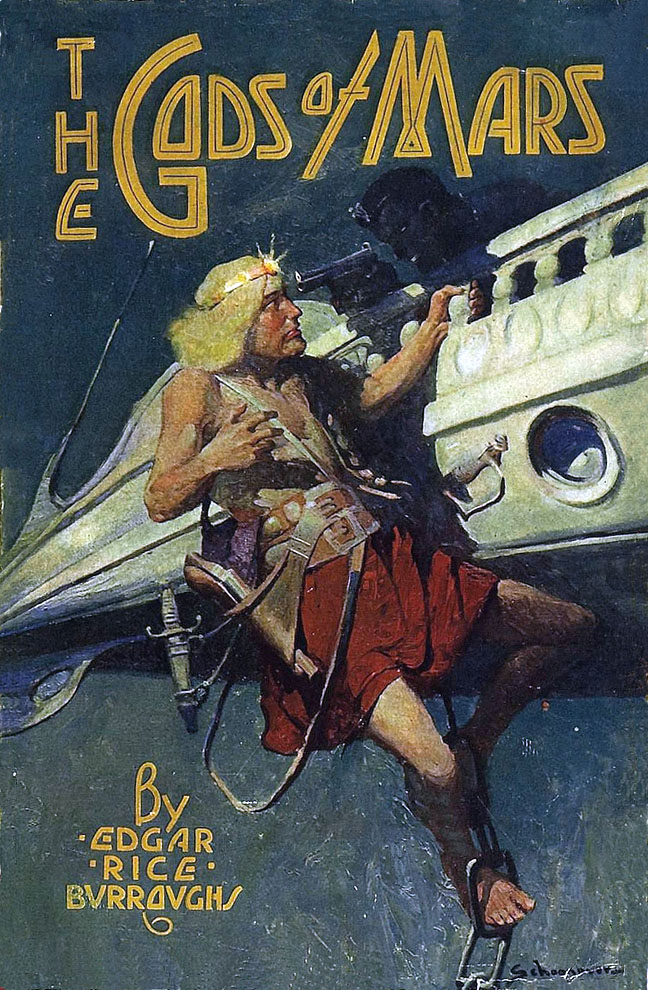
Copertina de Gli dei di Marte (1918) di Edgar Rice Burroughs

Mark Twain esplorò temi scientifici nel suo romanzo Un americano alla corte di re Artù (A Connecticut Yankee in King Arthur's Court). Per mezzo di "trasmigrazione delle anime" e "trasposizione di epoche e dei corpi", lo Yankee di Twain viene trasportato indietro nel tempo, portandosi dietro la propria conoscenza della tecnologia del XIX secolo. Scritto nel 1889, Un americano alla corte di re Artù sembra predire gli eventi della prima guerra mondiale, quando in Europa le vecchie idee sulla cavalleria della guerra vennero distrutte da nuove armi e tattiche.
La serie di 14 libri (1900-1920) di L. Frank Baum ambientata nella sua stravagante Terra di Oz contiene raffigurazioni di strane armi (Dorothy and the Wizard in Oz, Glinda of Oz), uomini meccanici (Tik-Tok of Oz) e uno stuolo di invenzioni tecnologiche e dispositivi non ancora realizzati, compresa forse la prima apparizione letteraria di comunicatori palmari wireless (Tik-Tok of Oz).
Jack London ha scritto diverse storie di fantascienza, tra cui Il tallone di ferro (The Iron Heel, 1908), una storia fantapolitica che descrive una futura distopia totalitaria, La conquista della Cina (The Unparalleled Invasion, 1910), una storia che coinvolge future guerre batteriologiche e pulizia etnica, e Il rosso (The Red One, 1918), un racconto lungo che coinvolge degli extraterrestri. Scrisse inoltre una storia sull'invisibilità e una storia su un'irresistibile arma a energia. Queste storie iniziarono a cambiare le caratteristiche della fantascienza.
Edgar Rice Burroughs (1875-1950) iniziò a scrivere fantascienza per le riviste pulp poco prima della Grande guerra, ottenendo la pubblicazione della sua prima storia, Sotto le lune di Marte (Under the Moons of Mars), nel 1912. Proseguì a pubblicare storie avventurose, molte delle quali di fantascienza, per il resto della vita. I pulp pubblicavano romanzi d'avventura di tutti i tipi: le storie di fantascienza dovettero farsi spazio a fianco di gialli, orrore, fantasy e di Tarzan dello stesso Burroughs. Pur con una limitata originalità e scarsi contenuti prettamente scientifici, il ciclo di Marte di Burroughs ha avuto una notevole influenza sugli autori di fantascienza successivi, promuovendo il filone del planetary romance e aprendo la strada alla fantascienza avventurosa dai pulp magazine in avanti.

## Primo Novecento
Il successivo grande scrittore di fantascienza dopo H.G. Wells fu un altro inglese: Olaf Stapledon (1886-1950), le cui quattro maggiori opere - Infinito (Last and First Men, 1930), Q.I. 10000 (Odd John, 1935), Il costruttore di stelle (Star Maker, 1937) e Sirius (1940) - hanno introdotto una miriade di idee che gli scrittori hanno in seguito adottato. Stapledon come Wells fu profondamente influenzato dalle idee del socialismo. Concetti che oggi sono parte integrante della fantascienza – ingegneria genetica, terraformazione, imperi galattici, menti collettive, sfere di Dyson sono solo alcuni – possono essere fatti risalire in sostanza alle due opere di Stapledon Infinito e Il costruttore di stelle, seppure vi fossero stati riferimenti passeggeri ad alcuni di essi nella fantascienza precedente.
Uno scrittore a sua volta paragonabile a Wells fu J. H. Rosny aîné (1856-1940), nato in Belgio e considerato uno dei padri della "moderna" fantascienza francese, che scrisse una serie di storie che illustrano intelligenze aliene, tecnologie future e viaggi spaziali, tra cui il classico Gli Xipéhuz (1887) e La morte della Terra (1910). Altri emuli di Verne furono, solo in Francia, Louis-Henri Boussenard, André Laurie, Albert Robida e lo stesso figlio dello scrittore, Michel Verne, il quale anche dopo la morte del padre continuò a pubblicare usandone il nome.
Aleksandr Aleksandrovič Bogdanov, uno dei due fondatori del bolscevismo, medico, sperimentatore, filosofo ed economista, fu il più importante scrittore fantascientifico russo prima della rivoluzione del 1917, autore del popolare romanzo La stella rossa (Красная звезда Krasnaja zvezda, 1908) e del suo seguito L'ingegner Menni (Inžener Menni, 1912), ambientati in un pianeta Marte dalla società socialista utopica. La stella rossa fu un grande successo editoriale, stampato in centinaia di migliaia di copie.
Gli anni venti e trenta tuttavia avrebbero visto il genere rappresentato in un nuovo formato, quello dei pulp.

### Nascita deipulp

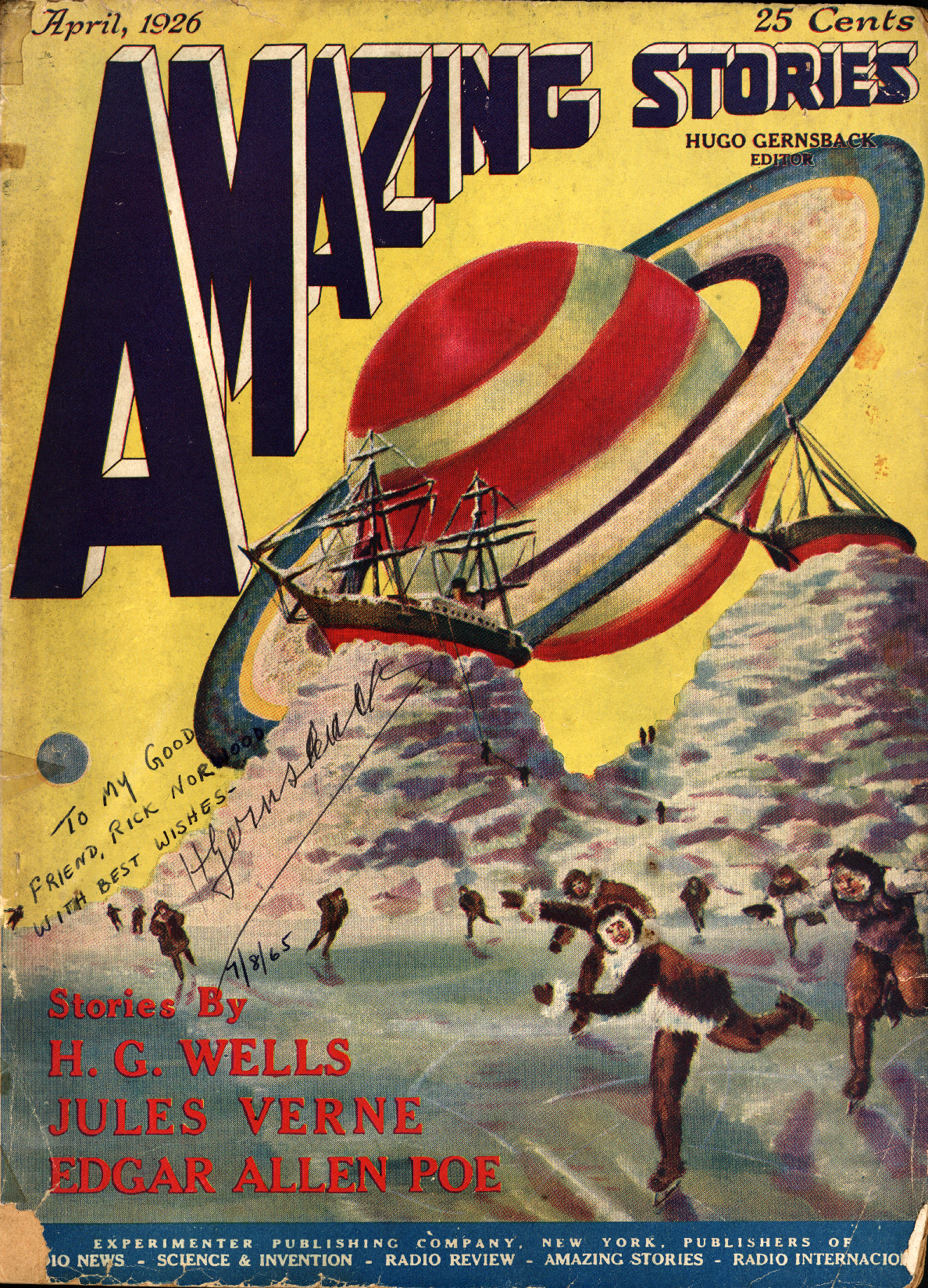
Primo numero di Amazing Stories, aprile 1926, con copertina di Frank R. Paul autografata da Hugo Gernsback.

Lo sviluppo della fantascienza americana come un genere consapevole data a partire dal 1926, quando in aprile uscì il primo numero della rivista Amazing Stories, fondata da Hugo Gernsback e dedicata esclusivamente a racconti di fantascienza. Benché fossero state pubblicate già in precedenza delle riviste riguardanti questo genere in Svezia e in Germania, Amazing Stories è stata la prima rivista in lingua inglese specializzata solo in fantascienza. Essendo rilevante per avere usato per la prima volta il termine scientifiction (da cui science fiction) per descrivere questo genere incipiente, la fase dello sviluppo del genere, il suo nome e il termine scientifiction sono spesso visti come indissolubilmente legati. Per quanto Gernsback incoraggiasse storie scientificamente realistiche per educare i suoi lettori sui principi scientifici, tali storie condivisero le pagine della rivista con storie emozionanti con scarse basi nella realtà.

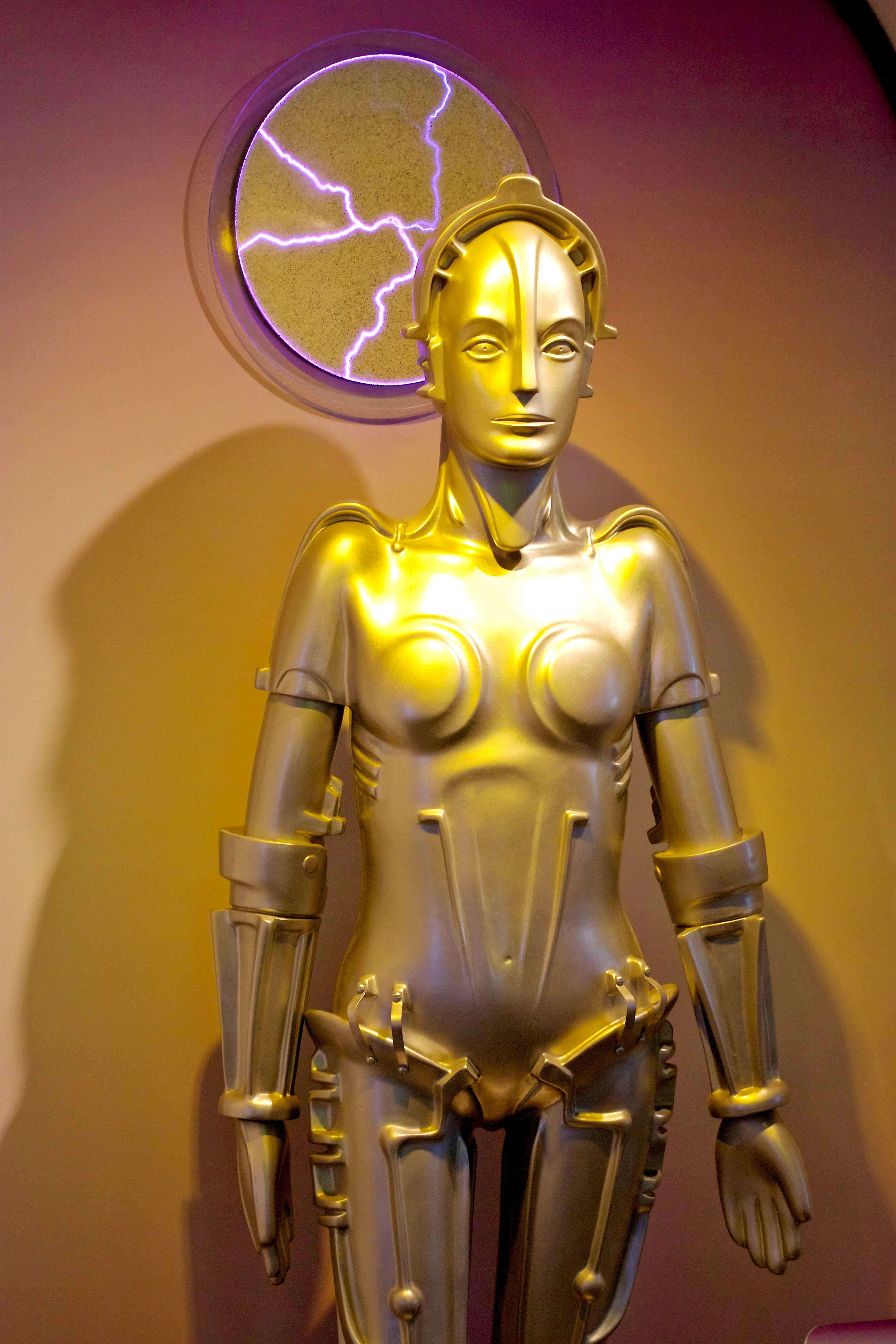
La donna robot del film Metropolis di Fritz Lang (1927)

Pubblicate in questa e altre riviste pulp dal crescente successo, tali storie di scientifiction non erano viste come letteratura seria, ma come sensazionalismo. Malgrado questo, una rivista interamente dedicata alla fantascienza costituì un grande impulso alla consapevolezza del pubblico verso le storie di speculazione scientifica. Tra le altre riviste pulp concorrenti di Amazing Stories vi erano Weird Tales (che pubblicava in primo luogo storie fantastiche), Astounding Stories e Wonder Stories. Fu nell'epoca di Gernsback che nacque il fandom della fantascienza, per mezzo della colonna delle "Lettere al direttore" di Amazing e dei suoi concorrenti.
Il film Metropolis (1927) di Fritz Lang, in cui si vide il primo robot umanoide cinematografico, e l'amore per la macchina del Futurismo italiano sono indicativi di entrambe le speranze e le paure del mondo tra le grandi guerre europee. Metropolis fu uno dei film precursori del cinema di fantascienza, insieme a Viaggio nella Luna (1902) e a Viaggio attraverso l'impossibile (1904), entrambi di Georges Méliès, nonché uno dei film di maggior successo degli anni; la sua estetica Art déco divenne per qualche tempo l'estetica alla guida dei pulp di fantascienza.
Nascevano anche i fumetti di fantascienza, in forma di strisce nei quotidiani, i più famosi dei quali sono stati Buck Rogers (1928), il primo a essere disegnato in modo realistico e non caricaturale, e il suo "concorrente" Flash Gordon (1934). Questi personaggi sbarcarono entro pochi anni alla radio e sul grande schermo, con serial cinematografici che puntavano anche a un pubblico adulto, il primo dei quali fu quello di Flash Gordon del 1936. Il primo fumetto di tema fantascientifico, con personaggi alieni, Marsoozalums, era apparso già nel 1901 sul New York Journal; il secondo, Mr. Skygack, from Mars, risale al 1907; entrambi erano satirici. Il più famoso personaggio extraterrestre, Superman, fece la sua apparizione nel 1938.

### Scrittura modernista
Nell'epoca successiva alla prima guerra mondiale gli scrittori tentarono di rispondere ai mutamenti del mondo. Negli anni venti e trenta autori totalmente estranei alla fantascienza stavano esplorando nuovi modi di raccontare una storia e nuovi modi di trattare tempo, spazio ed esperienza in forma di narrativa. Le opere pubblicate postume di Franz Kafka e le opere moderniste di scrittori come James Joyce, T. S. Eliot, Virginia Woolf e altri presentavano storie in cui tempo e identità individuali potevano essere espansi, contratti, messi in ciclo e altrimenti distorti. Benché questo lavoro fosse estraneo alla fantascienza come genere, ha permesso di affrontare l'impatto della modernità (tecnologia, scienza e cambiamento) sulla vita delle persone, tanto che decenni più tardi, durante il movimento New Wave, alcune tecniche letterarie moderniste penetrarono la fantascienza.

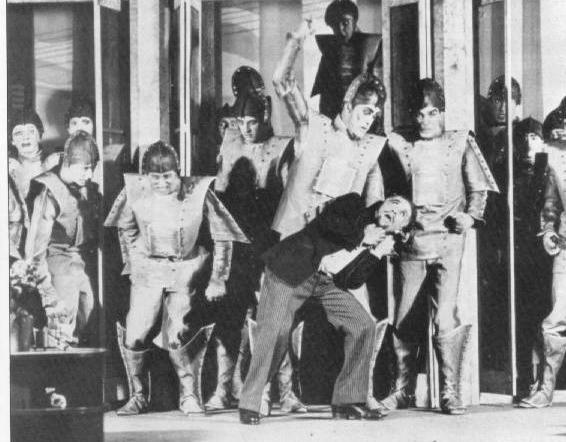
Rappresentazione di R.U.R. (Rossumovi univerzální roboti) di Karel Čapek

I drammi L'affare Makropulos, R.U.R. (Rossumovi univerzální roboti), Dalla vita degli insetti e il romanzo La guerra delle salamandre del drammaturgo ceco Karel Čapek erano letteratura modernista che ha inventato importanti motivi della fantascienza. R.U.R., in particolare, messo in scena nel 1921, è noto per l'introduzione della parola robot nel vocabolario mondiale.
Un tema forte nella scrittura modernista era l'alienazione, l'estraniazione dall'ambiente familiare in modo che gli ambienti e i comportamenti di solito considerati "normali" vengano visti come fossero pratiche apparentemente bizzarre di una cultura aliena. Il pubblico delle opere dei drammi modernisti o i lettori di romanzi moderni è spesso portato a mettere tutto in discussione.

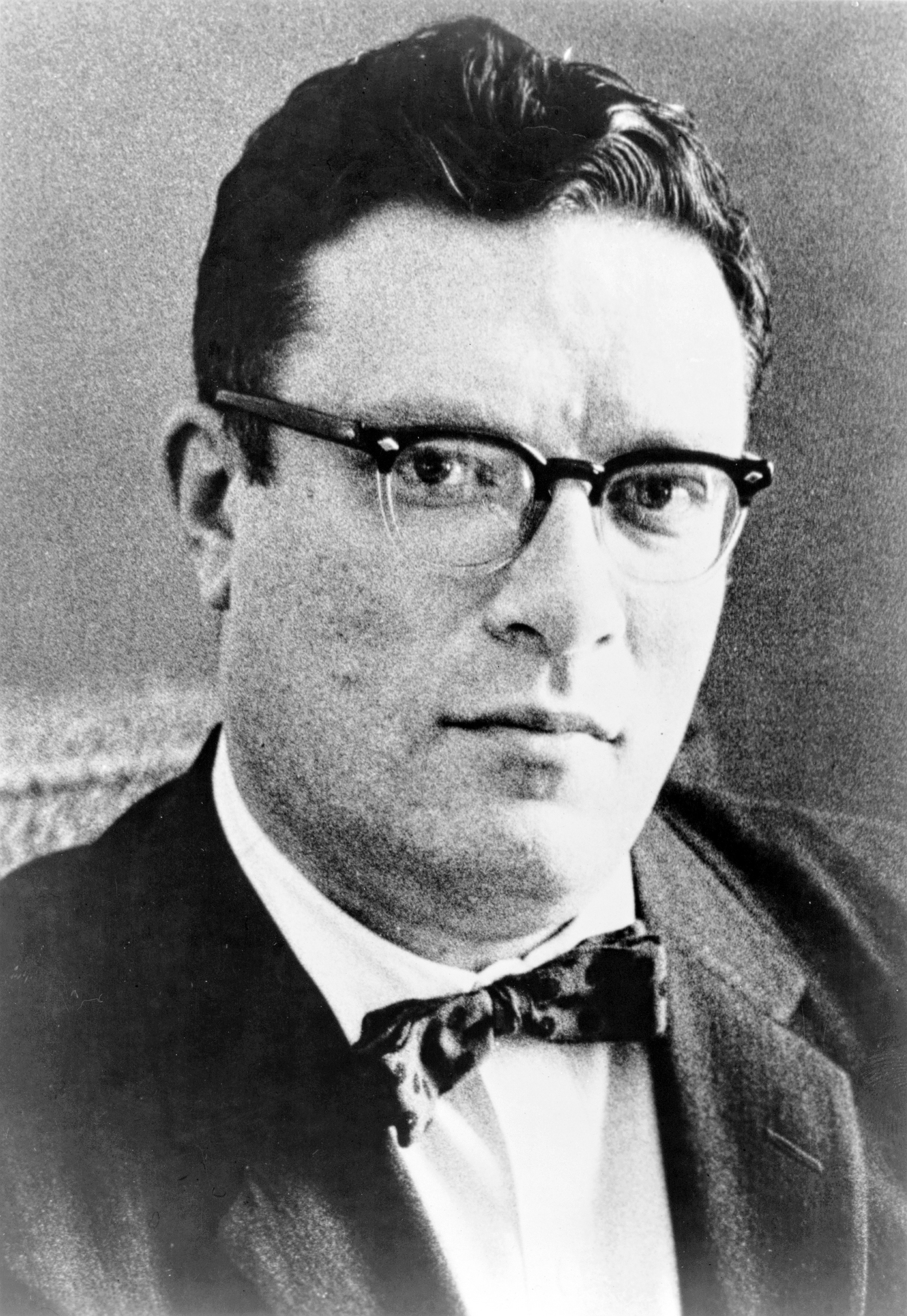
Isaac Asimov, tra i più celebri scrittori di fantascienza.

Al contempo, cominciò a svilupparsi una tradizione di romanzi fantascientifici più letterari, che trattavano della dissonanza tra la percezione delle condizioni utopistiche e la piena espressione dei desideri umani: il romanzo distopico. Per qualche tempo, gli elementi fantascientifici di queste opere sono stati ignorati dai principali critici letterari, per quanto abbiano un debito maggiore al genere fantascientifico di quello dei modernisti. Lo scrivere sinceramente utopistico, compresa la maggior parte di Wells, ha profondamente influenzato la fantascienza, a partire da Ralph 124C 41+ (1911) di Hugo Gernsback.
Il romanzo Noi pubblicato nel 1924 del russo Evgenij Ivanovič Zamjatin presenta un tentativo totalitario di creare un'utopia che si traduce in uno Stato distopico in cui il libero arbitrio è perduto. Il britannico Aldous Huxley colmò il fossato tra la creazione letteraria e il mondo della fantascienza con Il mondo nuovo (Brave New World, 1932), un ritratto ironico di una società stabile e apparentemente felice costruita sul dominio umano della manipolazione genetica.
Alla fine del 1930, John W. Campbell divenne direttore di Astounding e una massa critica di nuovi scrittori emerse a New York da un gruppo di appassionati di fantascienza (molti dei quali divennero ben presto scrittori professionisti) chiamato "Futurians", che comprendeva Isaac Asimov, Damon Knight, Donald A. Wollheim, Frederik Pohl, James Blish, Judith Merril e altri. Tra gli altri scrittori importanti in questo periodo vi sono Robert A. Heinlein, Arthur C. Clarke e A. E. van Vogt. La permanenza in carica di Campbell alla guida di Astounding è considerata l'inizio dell'Epoca d'oro della fantascienza, caratterizzata da storie di fantascienza hard che celebrano conquiste scientifiche e progresso. Ciò durò fino al dopoguerra, che portò nuovi progressi tecnologici, nuove riviste come Galaxy curata da Pohl e una nuova generazione di scrittori che iniziò a scrivere storie al di fuori della maniera di Campbell.
George Orwell scrisse forse la più apprezzata di queste distopie letterarie, 1984, nel 1948. Egli immagina un regime totalitario governato dalla tecnologia che domina la società attraverso il totale controllo dell'informazione. Noi di Zamjatin è riconosciuto per avere influenzato sia Huxley sia Orwell; Orwell pubblicò una recensione del libro Noi poco dopo la sua prima pubblicazione in lingua inglese, diversi anni prima di scrivere 1984. Fahrenheit 451 di Ray Bradbury, I reietti dell'altro pianeta e altre opere di Ursula K. Le Guin, gran parte dell'opera di Kurt Vonnegut e molte altre opere di fantascienza proseguirono in seguito il dialogo tra utopia e distopia.

### Impatto della fantascienza nei media e sul pubblico
Dopo Metropolis e i fumetti di Flash Gordon, il genere fantascientifico iniziava ad uscire dalla letteratura per contaminare anche gli altri mass media, come il cinema e la radio, penetrando sempre più profondamente nella cultura popolare.
Il Mercury Theatre di Orson Welles produsse nel 1938 una versione radiofonica de La guerra dei mondi che è nota per avere provocato il panico in molti radioascoltatori, i quali credettero che il programma fosse un'autentica radiocronaca dello sbarco dei marziani. Indiscutibilmente l'idea di visitatori o invasori dallo spazio esterno fu incorporata nella coscienza della gente comune.
Durante la seconda guerra mondiale i piloti speculavano sulle origini dei "foo fighter" che vedevano librarsi attorno a loro nell'aria. Nel frattempo la Germania nazista aveva sviluppato bombe volanti conosciute come V1 e V2 che ricordano le "astronavi" sempre presenti nella fantascienza popolare di allora, presagendo il volo spaziale. Furono sviluppati gli aerei a reazione e la bomba atomica: ebbe inizio l'Era atomica. Il racconto Termine ultimo (Deadline, 1941) di Cleve Cartmill sull'immaginario progetto di ordigno atomico indusse l'FBI a fare visita agli uffici della rivista Astounding.
Quando si diffuse la storia della caduta di un disco volante a Roswell in Nuovo Messico nel 1947, la fantascienza era diventata moderno folclore.

## Epoca d'oro
Il periodo degli anni quaranta fino agli inizi dei cinquanta è spesso identificato come "l'Epoca d'oro della fantascienza" statunitense (Golden Age of Science Fiction). Le storie fantascientifiche in quest'epoca conquistano l'attenzione di un vasto pubblico negli Stati Uniti d'America e vengono pubblicate molte opere classiche.

### La rivistaAstounding

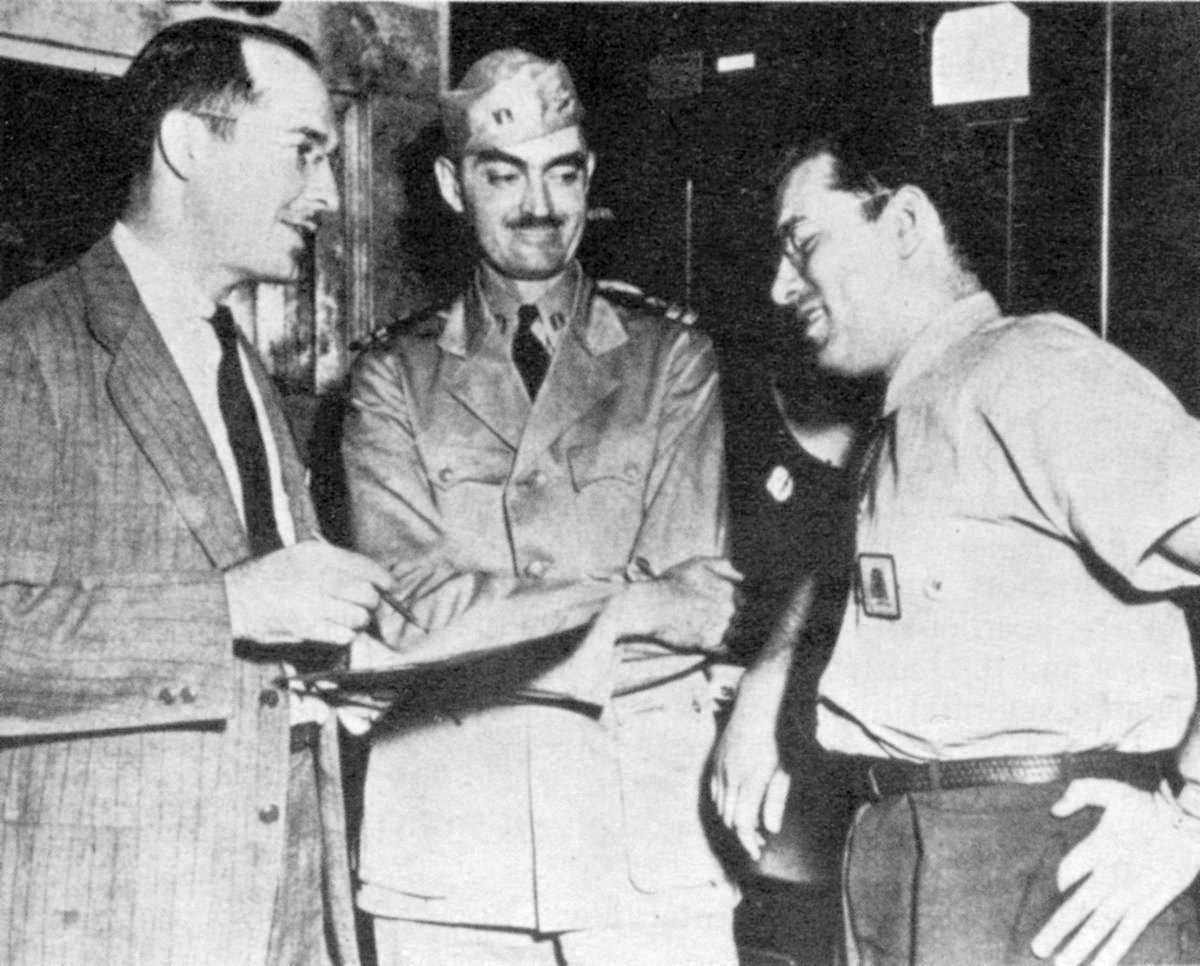
Gli scrittori Robert Heinlein (a sinistra), L. Sprague de Camp (al centro) e Isaac Asimov (a destra) durante la seconda guerra mondiale. Philadelphia Navy Yard, 1944.

Con l'emergere nel 1937 di un curatore editoriale esigente,  John W. Campbell, Jr., della rivista Astounding, e con la pubblicazione di racconti e romanzi di scrittori come Isaac Asimov, Arthur C. Clarke e Robert A. Heinlein, crebbe la consapevolezza dell'importanza e della serietà della fantascienza.
Campbell ha esercitato una straordinaria influenza sul lavoro della sua scuderia di scrittori, dando così forma alla direzione che prendeva la fantascienza. Asimov ha scritto: "Siamo stati le sue stesse estensioni; eravamo i suoi cloni letterari". Sotto la direzione di Campbell, gli anni dal 1938 a circa il 1950 sarebbe divenuti noti come l'"epoca d'oro della fantascienza", per quanto Asimov sottolinei che il termine "epoca d'oro" è stato utilizzato più genericamente per riferirsi ad altri periodi della storia della fantascienza.
La guida di Campbell per i suoi scrittori includeva il suo famoso motto: "Scrivimi una creatura che pensa come un uomo, o meglio di un uomo, ma non come un uomo." Egli sottolineava una maggiore qualità nella scrittura rispetto ai precedenti curatori editoriali, con particolare attenzione allo sviluppo del gruppo di giovani scrittori che lo attorniavano; aggiunse rispettabilità anche all'avventurarsi nel genere da parte di scrittori che non si dedicarono esclusivamente alla fantascienza. Le copertine delle riviste con mostri dagli occhi da insetto e donne in abiti succinti, tuttavia, conservarono l'immagine di un genere sensazionalistico, in grado di attrarre solo gli adolescenti. C'era un desiderio nel pubblico per la sensazione, un desiderio della gente di essere tolta dalla propria vita noiosa verso un mondo di viaggi nello spazio e d'avventura.
Una nota interessante sul regime di Campbell è il suo contributo alla nascita del culto di Scientology di L. Ron Hubbard; Hubbard era considerato un promettente scrittore di fantascienza e un protetto di Campbell, che pubblicò i primi articoli di Hubbard sulla Dianetica e la sua nuova religione. Col procedere del proprio regno di curatore di Astounding, Campbell diede maggiore attenzione a idee come quelle di Hubbard, scrivendo editoriali a sostegno della Dianetica. Per quanto Astounding continuasse ad avere un pubblico di lettori affezionati, gli appassionati iniziarono a rivolgersi ad altre riviste per trovare storie di fantascienza.

### Fine dell'Epoca d'oro

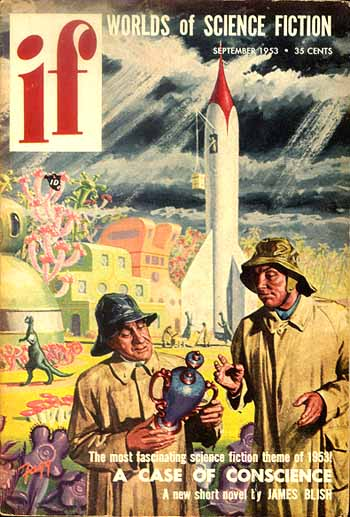
Copertina di If del settembre 1953, comprendente la prima parte del romanzo di Blish Guerra al grande nulla (A Case of Conscience)

Alla ricerca di una maggiore libertà di espressione, gli scrittori iniziarono a pubblicare i loro pezzi su altre riviste, tra cui The Magazine of Fantasy and Science Fiction, If e su Galaxy, nata nel 1950. Sotto i curatori editoriali H.L. Oro e Frederik Pohl, Galaxy sottolineò una forma più letteraria di fantascienza che prendeva spunti dalla letteratura non di genere, risultando al contempo meno insistente sulla plausibilità scientifica rispetto all'Astounding di Campbell. L'ascesa di Galaxy segnò la fine della fantascienza dell'Età d'oro, per quanto la maggior parte degli scrittori dell'età dell'oro furono in grado di adattarsi ai cambiamenti del genere e continuare a scrivere. Alcuni, tuttavia, si trasferirono verso altri settori. Isaac Asimov e molti altri cominciarono a scrivere quasi esclusivamente di scienza.
Nel frattempo il maccartismo e la seconda "paura rossa" anticomunista negli Stati Uniti si esprimevano - nella letteratura come nel cinema e nei fumetti - nella figura dell'alieno visto come crudele invasore dotato di terribili armi, metafora del potenziale invasore straniero e della minaccia atomica (la più grande ondata di pellicole sulle invasioni aliene si ebbe proprio tra l'ascesa di Joe McCarthy nel 1950 e il lancio dello Sputnik nel 1957). La corsa allo spazio, condotta nell'ambito della guerra fredda tra USA e URSS, provocò un rinnovato interesse per l'esplorazione del cosmo e per i suoi possibili abitatori. La missilistica e le tecnologie aeronautiche e spaziali divennero temi di forte presa popolare. Tutto ciò si rifletteva e si moltiplicava nella fantascienza, che usciva dal mondo esclusivo delle riviste di racconti - entrate in crisi con la fine dell'epoca d'oro - per iniziare a essere venduta anche nei libri, consentendo lo sviluppo di una forma narrativa di più ampio respiro e ambizione, il romanzo, fino ad allora pubblicato a puntate.

### Influenza dell'epoca d'oro negli altri media

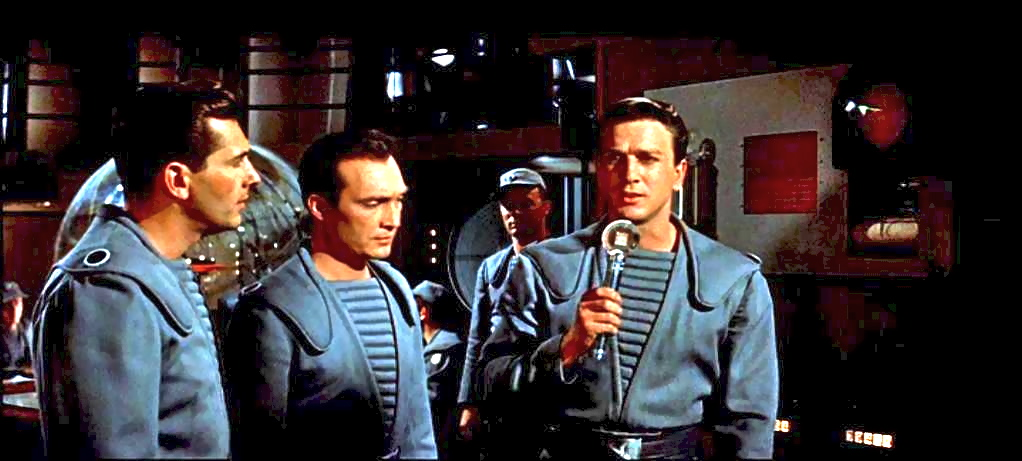
Il pianeta proibito (Forbidden Planet, 1956)

Grazie al nuovo materiale originale fornito dagli scrittori dell'Epoca d'oro, ai progressi negli effetti speciali e al desiderio del pubblico verso contenuti che trattassero i progressi nella tecnologia del tempo, erano in atto tutti gli elementi per creare opere significative nel cinema di fantascienza.
Come risultato, le pellicole di fantascienza irruppero negli anni cinquanta, spesso ispirandosi alle storie degli scrittori della squadra di Campbell: Assalto alla Terra (1954) e L'invasione degli Ultracorpi (1956) sono tratti dai romanzi di Jack Finney, Uomini sulla Luna (1950) da un romanzo di Heinlein, Il risveglio del dinosauro (1953) deriva da un racconto breve di Ray Bradbury, mentre La cosa da un altro mondo (1951) è tratto da una storia dello stesso Campbell. Le storie catastrofiche di John Wyndham, tra cui Il giorno dei trifidi e Il risveglio dell'abisso fornirono a loro volta una fonte importante di materiale.
Allo stesso tempo, la fantascienza cominciò ad apparire in un nuovo medium: la televisione. Nel 1953 venne trasmessa dalla televisione britannica la serie The Quatermass Experiment, la prima produzione fantascientifica scritta espressamente per un pubblico televisivo adulto (in precedenza, le sceneggiature originali per la fantascienza in TV erano rivolte ai ragazzi, mentre i programmi per adulti erano adattamenti da fonti letterarie). Negli Stati Uniti apparivano sul piccolo schermo eroi fantascientifici come Captain Video, Flash Gordon e Buck Rogers, in programmi che ricordano più da vicino la fantascienza pre-campbelliana.
In seguito la televisione stessa introdusse al genere fantascientifico un nuovo crescente bacino di fan, in particolare attraverso delle serie popolari nella seconda metà degli anni sessanta quali Doctor Who e Star Trek.

## La New Wave e le sue conseguenze

### Precursori della New Wave
L'innominabile e Aspettando Godot di Samuel Beckett hanno avuto una notevole influenza sulla letteratura negli anni cinquanta. Nel primo caso ogni senso di luogo e di tempo vengono meno, tutto ciò che rimane è una voce in bilico tra la voglia di continuare ad esistere e il desiderio di trovare il silenzio e l'oblio. Nel secondo, i temi diventano il tempo e i paradossi di causa ed effetto. L'influenza di Beckett sull'intelligencija - così come l'influenza generale dell'esistenzialismo e le battaglie legali per pubblicare libri poi classificati come osceni - resero la fantascienza più sofisticata, soprattutto in Gran Bretagna.
William S. Burroughs (1914-1997) fu lo scrittore che finalmente portò la fantascienza a congiungersi alla tendenza letteraria modernista. Con l'aiuto di Jack Kerouac, Burroughs pubblicò Il pasto nudo, il primo di una serie di romanzi che impiegano una tecnica semi-dadaista chiamata cut-up e le decostruzioni moderniste della società tradizionale, gettando la maschera della normalità per rivelare il nulla dietro di essa. Burroughs ha mostrato visioni della società come complotto di alieni, mostri, stati di polizia, spacciatori di droga e livelli alternativi di realtà. La linguistica della fantascienza si fuse con gli esperimenti del modernismo in una gestalt da Beat Generation.

### La New Wave e i suoi paralleli
Nel 1960 il romanziere britannico Kingsley Amis pubblicò Nuove mappe dell'inferno, una storiografia letteraria che esamina il campo della fantascienza. L'attenzione da parte di uno scrittore mainstream e accettato dalla critica portò numerosi benefici al genere fantascientifico.
Alla metà degli anni sessanta, la fantascienza tradizionale "di genere" ebbe un momento critico, sia negli Stati Uniti sia in Gran Bretagna; vi erano troppi autori che sfruttavano i soliti pochi temi tradizionali, contenuti e stile erano divenuti spesso prevedibili e scontati.

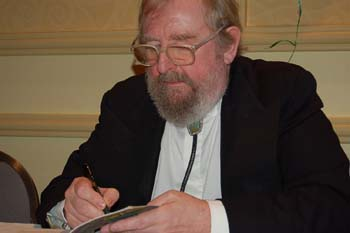
Michael Moorcock (2006)

In Gran Bretagna la generazione degli anni sessanta degli scrittori, soprannominata The New Wave ("la nuova onda"), stava sperimentando forme differenti di fantascienza, estendendo il genere verso le correnti del surrealismo, del dramma psicologico e del mainstream. La New Wave degli anni sessanta fu centrata attorno alla rivista New Worlds, dopo che Michael Moorcock ne aveva assunto il controllo editoriale nel 1964, mantenendolo fino al 1971; William Burroughs ha avuto una notevole influenza. Gli scrittori della New Wave inoltre ritenevano di costruire sulla base dell'eredità del movimento artistico della Nouvelle Vague francese.

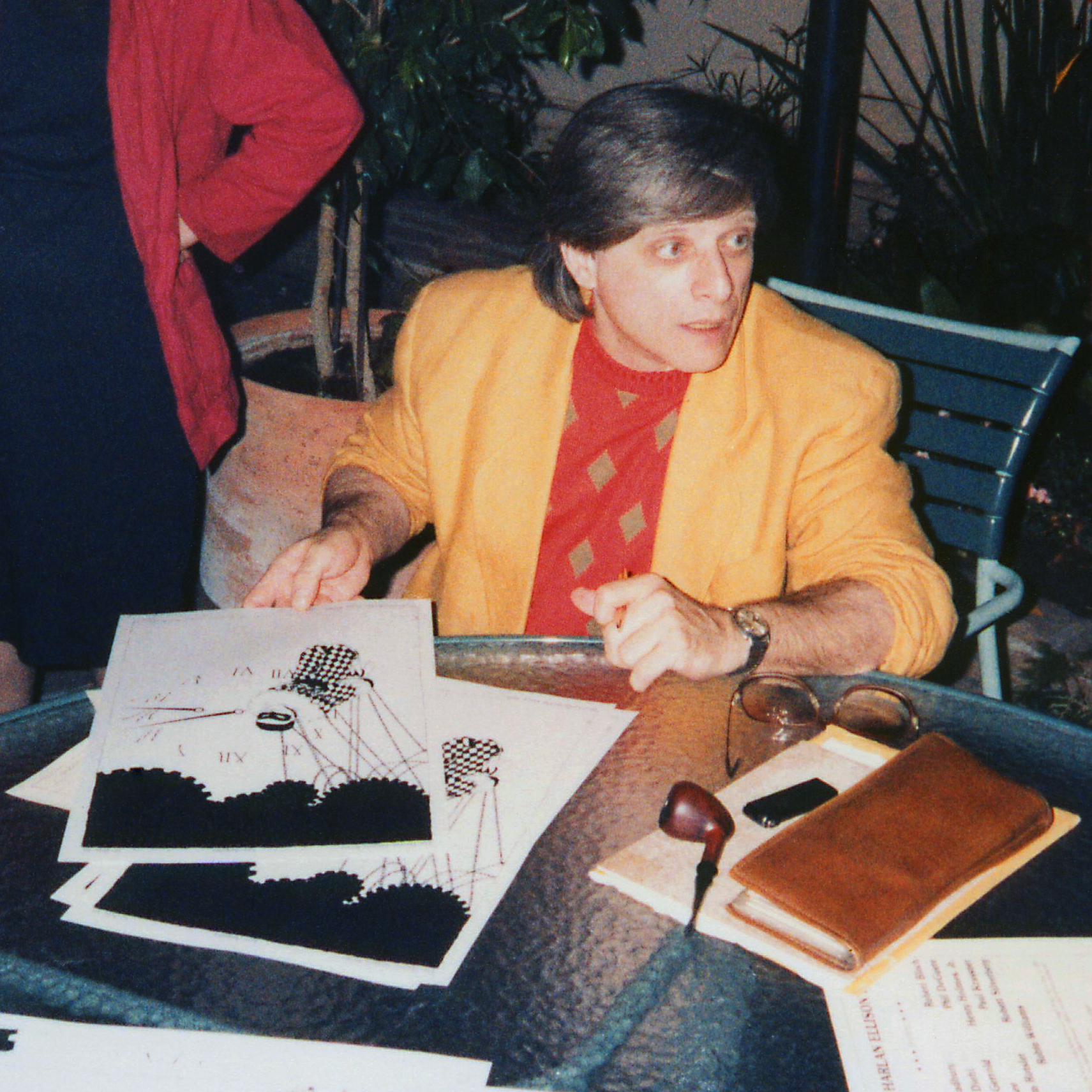
Harlan Ellison nel 1986

Anche se la New Wave, specie all'inizio, era in gran parte un movimento britannico, ci furono sviluppi paralleli che contemporaneamente si svolsero nella fantascienza americana. Il rapporto tra la New Wave britannica e la fantascienza americana è stato chiarito nell'antologia originale Dangerous Visions ("Visioni pericolose") di Harlan Ellison del 1967, che presentava scrittori di fantascienza sia americani che britannici, con storie che ampliavano i confini di ciò che era accettabile in una rivista di fantascienza, trattando temi fino ad allora tenuti ai margini come sessualità, incesto, ateismo, anti imperialismo, antimilitarismo, pacifismo. Isaac Asimov, scrivendo una prefazione all'antologia, la etichettò come "Seconda rivoluzione", dopo la prima rivoluzione che aveva prodotto l'Epoca d'oro.
La New Wave e i suoi contemporanei posero maggiormente l'accento sullo stile e su una forma più colta del raccontare, indagando anche soggetti controversi che i vecchi scrittori di fantascienza avevano evitato: per la prima volta la sessualità, che Kingsley Amis lamentava essere pressoché ignorata nella fantascienza, venne presa in seria considerazione da scrittori come Samuel R. Delany, Ursula K. Le Guin, Norman Spinrad e Theodore Sturgeon. Fu data voce inoltre alle questioni politiche contemporanee, dal momento che John Brunner e J.G. Ballard scrissero rispettivamente racconti ammonitori sulla sovrappopolazione e sull'apocalisse.
Asimov ha notato che la "seconda rivoluzione" possiede confini assai meno netti rispetto alla prima, attribuendo ciò allo sviluppo delle antologie, che avevano messo maggiormente in vista le vecchie storie; tuttavia un certo numero di scrittori dell'Epoca d'oro dopo che la New Wave aveva colpito cambiò il proprio stile. Robert A. Heinlein passò dalle sue storie campbelliane di Storia futura ad opere di narrativa stilisticamente audaci e sessualmente aperte, in particolare Straniero in terra straniera (1961) e La Luna è una severa maestra (1965-66). Isaac Asimov scrisse Neanche gli dei (1972) che ricorda da vicino la New Wave. Molti altri continuarono con successo anche mentre gli stili cambiavano.
A metà degli anni sessanta una pietra miliare per il genere fantascientifico si colloca inoltre con la pubblicazione del romanzo Dune di Frank Herbert nel 1965, un'opera narrativa densa, complessa e dettagliata con intrighi politici in una galassia futura, strane e mistiche convinzioni religiose e al centro l'ecosistema del pianeta desertico Arrakis. Un'altra novità fu l'emergere dell'opera di Roger Zelazny, i cui romanzi come Signore della luce (1967) e il suo celebre ciclo delle Cronache di Ambra (dal 1967) hanno dimostrato quanto possano essere sottili i confini tra fantascienza, fantasy, religione, mitologia e analisi sociale.
Il cinema di fantascienza trasse ispirazione dai cambiamenti del genere; nel 1965 il film Agente Lemmy Caution: missione Alphaville del regista francese Jean-Luc Godard utilizzava il mezzo della distopia e della fantascienza apocalittica per esplorare il linguaggio e la società. 2001: Odissea nello spazio (1968) e Arancia meccanica (1971) di Stanley Kubrick diedero forma visiva al nuovo stile della fantascienza. Numerosi altri film, tra cui L'uomo che fuggì dal futuro (THX 1138) (1971) e 2022: i sopravvissuti (1973) raffiguravano un futuro distopico.

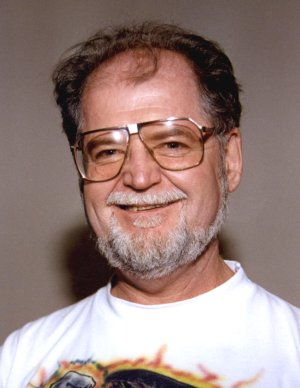
Larry Niven

Ursula K. Le Guin estrapolò cambiamenti sociali e biologici che erano di carattere antropologico in natura. Philip K. Dick esplorò la metafisica della mente in una serie di romanzi e racconti che raramente sembrava dipendere dal loro contenuto fantascientifico. Le Guin, Dick e altri autori come loro sono stati associati al concetto più generale di fantascienza soft o di fantascienza sociologica più che alla New Wave. Tutta la fantascienza del periodo è caratterizzata dalla ben precisa volontà di andare a toccare temi tabù che erano stati assenti per anni dalle riviste di fantascienza: non a caso questo è il momento in cui s'inseriscono autori neri, come Delany, o donne, come la Russ o la Le Guin, o dichiaratamente gay, come Thomas Disch e ancora Delany. Alla fantascienza soft si contrapponeva il concetto di fantascienza hard. Sebbene la plausibilità scientifica fosse stata un principio centrale del genere dai tempi di Gernsback, scrittori come Larry Niven e Poul Anderson conferirono nuova vita alla fantascienza hard, confezionando storie con uno stile di scrittura più sofisticato e protagonisti più profondamente caratterizzati, pur mantenendo un elevato livello di sofisticazione scientifica.
Da un lato la "nuova ondata" portò il mondo accademico – non solo negli Stati Uniti – a cominciare ad occuparsi della fantascienza, pur tra resistenze e incomprensioni; in questo periodo nascono le prime riviste accademiche di critica sulla fantascienza, come Science-Fiction Studies, Foundation ed Extrapolation; d'altro canto la sofisticazione letteraria di molte di queste opere portò alla presa di distanza di fan che s'accontentavano della fantascienza letterariamente tradizionale degli Asimov e degli Heinlein.

### Gli anni settanta
Gli anni settanta sono caratterizzati dalla continuazione dell'attività degli scrittori New Wave: soprattutto Ballard scrive in questo periodo la sua trilogia fondamentale, Crash, Il condominio (High Rise) e L'isola di cemento (The Concrete Island). Entra in crisi invece Philip K. Dick, tra problemi di droga ed esistenziali, che lo portano a una pausa nella sua produzione fino alla seconda metà del decennio. L'impatto innovativo della New Wave va comunque attenuandosi, e si deve parlare ormai di singoli autori che vanno ciascuno per la propria strada, più che di un collettivo che marcia compatto.
Non mancano i contrasti: il polacco Stanisław Lem - uno dei principali scrittori est-europei - lancia forti critiche a gran parte degli autori occidentali, in particolare americani, e a buona parte della fantascienza, che considera mal concepita e scritta, interessata più all'avventura che alle idee o a nuove forme di letteratura, tanto che nel 1976 viene rimosso da membro onorario dalla Science Fiction and Fantasy Writers of America (SFWA) dopo che aveva ottenuto questo riconoscimento nel 1973.

Il logo di Guerre stellari

Un grosso fenomeno che caratterizza gli anni settanta è l'emergere di numerose scrittrici, sempre più interessate ai temi del femminismo e più in generale dell'identità femminile. Tra le figure dominanti spiccano sempre Joanna Russ e Ursula K. Le Guin, ma ad esse se ne aggiungono altre, come Marion Zimmer Bradley e Doris Lessing; Lessing - destinata a ricevere il premio Nobel per la letteratura nel 2007 - pur provenendo da altre esperienze, dalla fine degli anni settanta scrive il monumentale ciclo fantascientifico di Canopus in Argos: Archives, che dichiara essere la propria opere più importante. A queste vanno aggiunte due scrittrici di primo piano, Alice Sheldon, che fino al 1977 si era nascosta dietro lo pseudonimo maschile di James Tiptree Jr., e l'afroamericana Octavia E. Butler, che nelle sue opere pone complesse questioni sulla natura di razza e genere.
Nella seconda metà degli anni settanta il cinema di fantascienza segna una svolta con il travolgente successo di Guerre stellari di George Lucas. la pellicola riporta alla space opera degli anni quaranta ma contiene forti elementi di sword and sorcery (tanto è stato usato per essa il termine ibrido science fantasy e alcuni la descrivono come una fiaba fantascientifica in cui si miscelano tutti gli elementi tipici del filone fiabesco-mitologico). Il successo popolare del film di Lucas fa presagire un ritorno alla fantascienza di intrattenimento, più spensierata, dopo l'ondata "intellettuale" degli anni sessanta e settanta. La fantascienza cinematografica si svincola da quella letteraria: d'ora in poi i maggiori cineasti di Hollywood - come Lucas e Spielberg - utilizzeranno sceneggiature originali per i loro film, senza limitarsi a trasposizioni di romanzi. I libri di fantascienza sono destinati a rimanere una delle fonti d'ispirazione, ma accanto ad altri generi, ai fumetti, alla televisione e al cinema stesso.

## Fantascienza contemporanea e sviluppi

### Cyberpunk

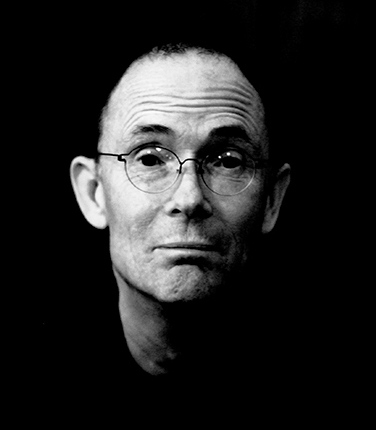
William Gibson

Svanita la New Wave come presenza importante nel panorama della fantascienza, a dominare la scena nel corso degli anni ottanta è decisamente l'ondata Cyberpunk. Non appena le nuove tecnologie informatiche e i personal computer iniziarono a divenire parte integrante della società, gli scrittori di fantascienza sentirono il bisogno di fare affermazioni sulla loro influenza sul panorama culturale e politico. Sebbene collocasse la stessa importanza sullo stile come aveva fatto la New Wave, il nuovo filone sviluppò uno stile unico, di solito concentrandosi sul lato "punk" del suo immaginario mondo futuro underground. Gli scrittori cyberpunk come William Gibson si allontanarono dal tradizionale ottimismo e sostegno al progresso della fantascienza tradizionale, descrivendo distopici futuri prossimi dominati dalle grandi corporazioni.

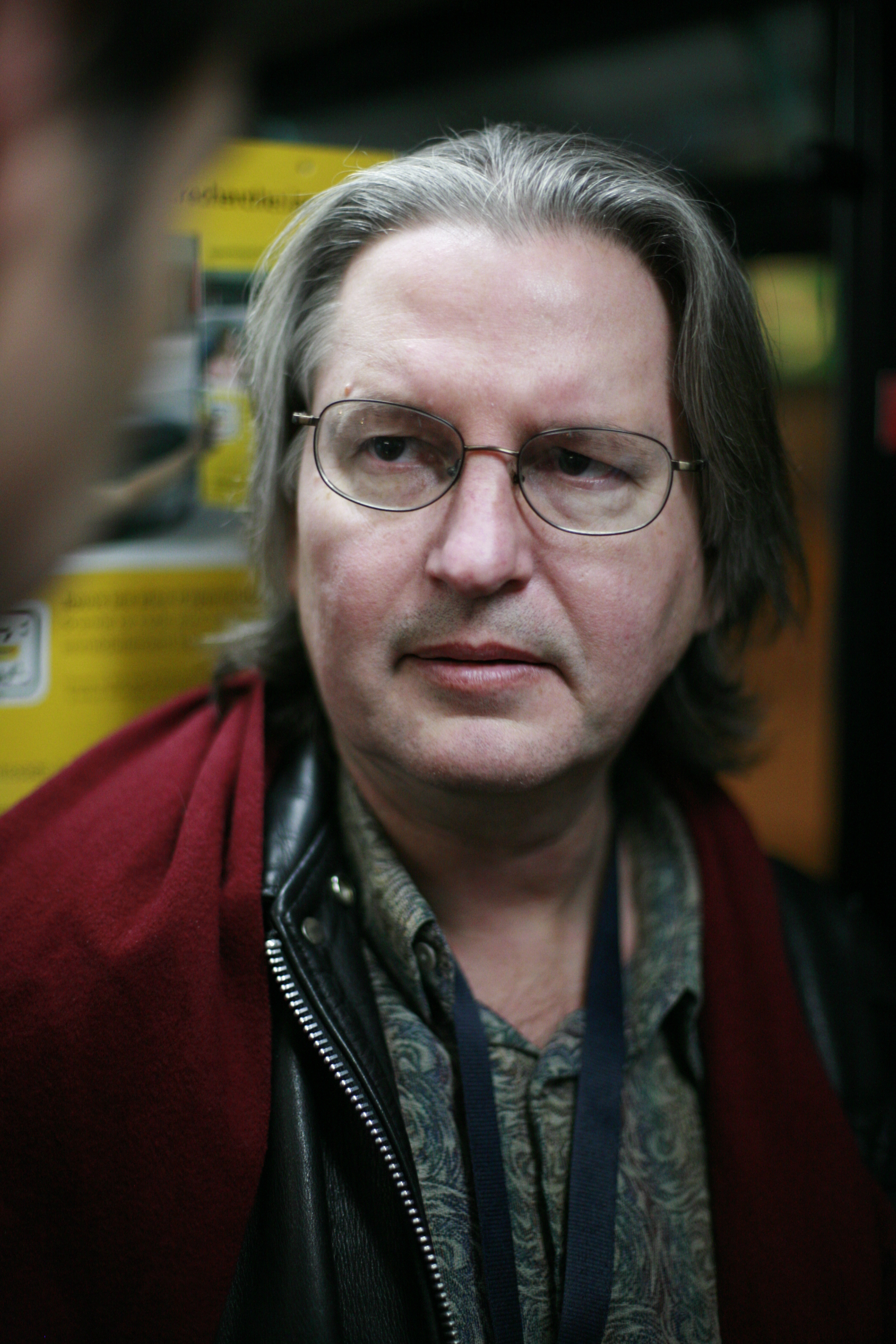
Bruce Sterling

Il nuovo spazio da esplorare, dopo quello esterno tra le stelle e quello interiore della psiche, è quello virtuale delle tecnologie informatiche e di telecomunicazione. Si può ben dire che il mondo di Internet venga profetizzata (anche se già ne esisteva una prima forma pionieristica) nel 1984 dal romanzo più celebrato del Cyberpunk, Neuromante di William Gibson con il suo cyberspazio. Anche il Cyberpunk viene lanciato da un'antologia di racconti, Mirrorshades, curata dall'intraprendente scrittore e giornalista Bruce Sterling. Neuromante di Gibson annunciò il movimento cyberpunk al più vasto mondo letterario e fu un enorme successo commerciale. Tra gli altri autori fondamentali del movimento oltre a Gibson e Sterling vi sono stati John Shirley e più tardi Neal Stephenson. Per quanto il Cyberpunk in seguito avrebbe operato una impollinazione incrociata con altri stili di fantascienza, agli inizi pareva di scorgervi una qualche nozione di purezza ideologica. John Shirley paragonò il movimento cyberpunk a una tribù.
Sulla scia dell'ondata cyberpunk si assiste ad un rinnovato interesse accademico per la fantascienza, vista sempre più come un'area confinante con la letteratura postmoderna, all'esplodere dell'immaginario fantascientifico nel nuovo ambito dei videogiochi, ma soprattutto ad un rinnovato interesse da parte del cinema di Hollywood, che comincia a realizzare, complici le nuove tecnologie digitali, film sempre più spettacolari spesso basati, direttamente o indirettamente, sui classici del genere. Durante gli anni ottanta venne inoltre prodotto in Giappone un gran numero di opere manga e anime cyberpunk.
L'ondata cyberpunk tuttavia durò meno della New Wave, soprattutto a causa dell'affievolirsi dell'ispirazione dell'autore più dotato, William Gibson. Altri autori del movimento si affermarono in modo più o meno duraturo, come Lucius Shepard, Kim Stanley Robinson, Rudy Rucker, Lewis Shiner. A margine del movimento cyber sta una tra le maggiori autrici che hanno esordito in questi anni, la sofisticata e letteraria Pat Cadigan, mentre ne è del tutto al di fuori l'altra figura di spicco della scrittura al femminile, Octavia E. Butler.

### Dopo il cyberpunk
La fantascienza contemporanea è stata caratterizzata dalla diffusione del cyberpunk in altri settori del mercato delle idee. Il cyberpunk non è più una tribù ghettizzata all'interno di fantascienza, ma una parte integrante del campo le cui interazioni con le altre parti sono state il tema principale della fantascienza a cavallo del XXI secolo.
In particolare, il cyberpunk ha influenzato il cinema, con opere come Johnny Mnemonic (1995) ma soprattutto Matrix (1999), in anime come Akira e Ghost in the Shell e il medium emergente dei videogiochi, con l'acclamato Deus Ex e la serie di Metal Gear. Questo ingresso del cyberpunk nella cultura dominante ha portato all'introduzione di motivi stilistici cyberpunk alle masse, in particolare nella moda.
Tra i temi emergenti negli anni novanta vi sono le questioni ambientali, le implicazioni della globalizzazione di Internet e dell'universo informativo in espansione, i quesiti su biotecnologie e nanotecnologie, così come un interesse post-guerra fredda per le società post scarsità; L'era del diamante di Neal Stephenson esplora in modo completo questi temi. Nel frattempo il successo dei romanzi del ciclo dei Vor di Lois McMaster Bujold dalla seconda metà degli anni ottanta in poi ha riportato alla ribalta il tipo di storie basate sul personaggio, reinserendo romanticismo e romance all'interno della space opera.
L'affidamento del cyberpunk sulla fantascienza del futuro prossimo si è approfondita. Nel romanzo di William Gibson L'accademia dei sogni (2003), la storia è una storia cyberpunk raccontata nel presente, il limite ultimo dell'estrapolazione del futuro prossimo. Le idee cyberpunk si sono tuttavia diffuse in altre direzioni. Gli autori di space opera hanno scritto opere con motivi cyberpunk, compreso David Brin con Kiln People e Ken MacLeod nella serie della Rivoluzione d'autunno. Questa fusione delle due diverse epiche della fantascienza negli anni ottanta ha prodotto una letteratura di estrapolazione in contrasto con certe storie tecnologiche narrate nel presente.
John Clute scrive che la fantascienza a cavallo del secolo può essere intesa in due modi: "una visione del trionfo della fantascienza come genere e come una serie di testi di alto livello che hanno figurato al nostro sguardo i futuri significativi che, in quegli anni, sono passati ... [oppure una visione] ... indecifrabile dal mondo nel corso di quegli anni ... fatalmente indistinguibile dal mondo che ha tentato di adombrare, per significare".

### Dagli anni novanta

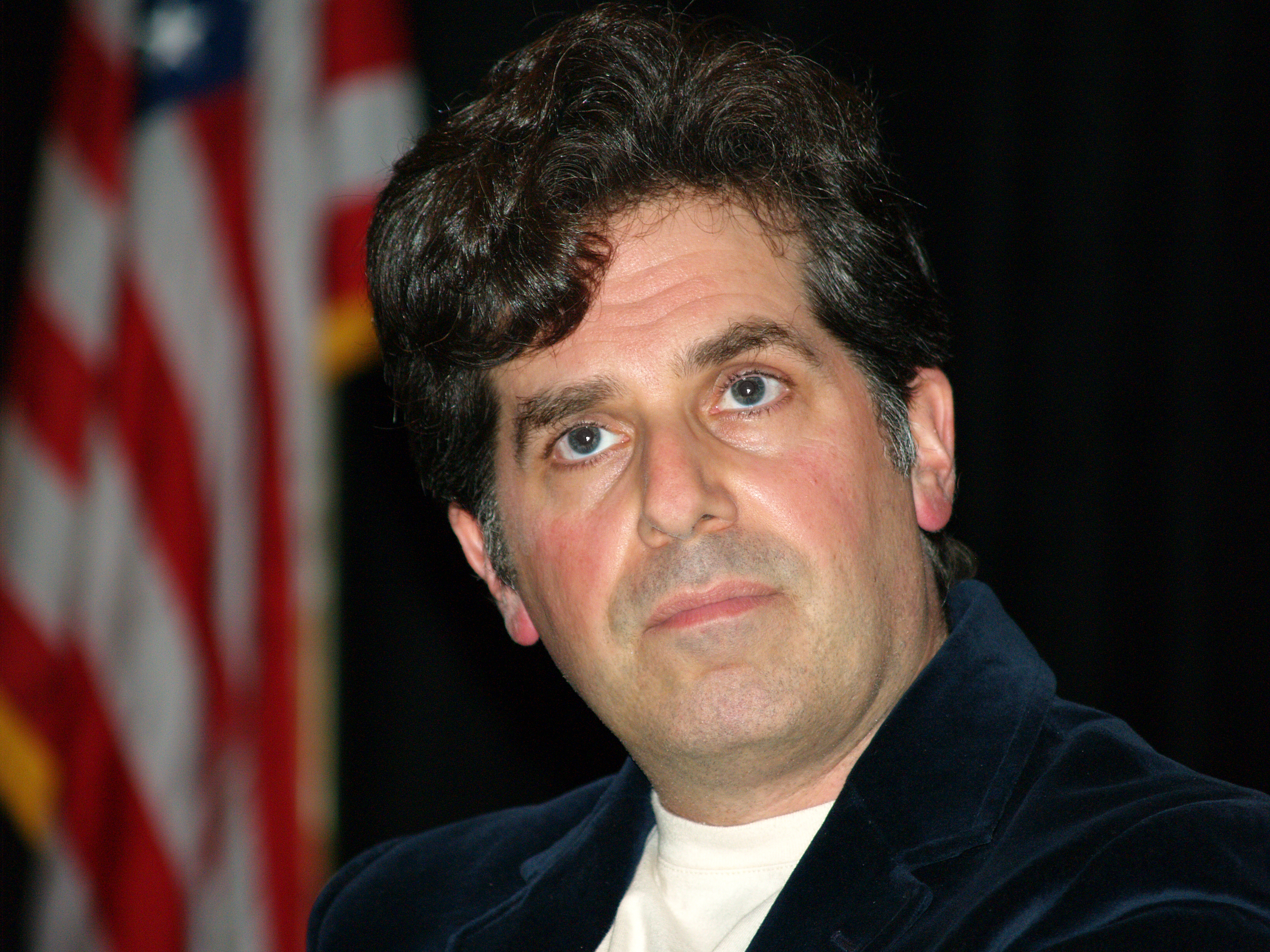
Jonathan Lethem

Gli anni novanta sono caratterizzati da una forte ripresa della fantascienza britannica, tanto che alla fine del decennio si parlerà di un vero e proprio "British Boom", legato all'attività di nuovi autori quali Iain Banks, Ken MacLeod, M. John Harrison e infine il più giovane, China Miéville.
Negli Stati Uniti si assiste invece a un fenomeno di declino delle vendite di tali proporzioni che alcuni scrittori cambiano genere: tra essi vecchi leoni come Thomas M. Disch, che si ricicla brillantemente nell'horror con la sua Minnesota Supernatural Series; Robert Sheckley, che tenta di passare al giallo (come aveva già fatto negli anni sessanta), ma senza grandi risultati; Patricia Anthony, una delle autrici più promettenti, che dalla fantascienza passa al fantasy; Jonathan Lethem - autore che ha in Philip K. Dick il suo riferimento primario - che passa alla letteratura mainstream.
Tutto questo avviene proprio nel momento in cui temi, idee, immagini, luoghi, trame della fantascienza compaiono sempre più spesso anche al di fuori del genere, tanto che si parla di un filone Avantpop che pesca dalla fantascienza come dal giallo, dal western, dall'horror. Oltre alla prima produzione di Lethem, è buon rappresentante di questa tendenza uno degli scrittori giovani, Matt Ruff.
Anche in Gran Bretagna la ripresa della letteratura fantascientifica si lega a fenomeni d'ibridazione, che fanno parlare di New Weird, o di weird fiction, o slipstream. China Miéville, ad esempio, nei suoi romanzi mescola fantasy, horror, gotico, fantascienza e (in dosi massicce) i giochi di ruolo.
Malgrado il deciso ridimensionamento, negli anni novanta e duemila la narrativa di genere fantascientifico ha mantenuto un proprio mercato di riferimento, in lingua inglese e negli Stati Uniti in particolare, e ha visto emergere nuovi autori di successo, come ad esempio Dan Simmons, con il suo ciclo dei Canti di Hyperion denso di contaminazioni letterarie, e Catherine Asaro con il ciclo dell'Impero Skoliano che mescola fantascienza hard al classico romance, creando trame ricche di avventure, sentimenti e spazio profondo.
All'inizio degli anni duemiladieci il mercato della letteratura di fantascienza (assieme al fantasy) mostra alcuni segni di ripresa, crescendo in controtendenza al generale calo delle vendite librarie.
Negli anni duemila la fantascienza è invece divenuto un genere molto più popolare al cinema, dove può contare numerose pellicole di successo; nel 2010 i film fantascientifici - assieme a quelli fantastici e horror - rappresentavano quasi il 90% degli incassi dei film negli Stati Uniti.